# Göteborg
Gothembourg (en suédois: Göteborg, prononcé: /jœtːɛˈbɔrj/  ), est la deuxième ville de Suède par l'importance de son poids démographique ainsi que par son industrie et ses activités économiques. C'est aussi la cinquième ville des pays nordiques et la plus grande qui ne soit pas une capitale. La ville est située à mi-chemin entre Oslo et Copenhague, sur le fleuve Göta älv à quelques kilomètres de son embouchure dans le Cattégat, dégagé des glaces pendant l'hiver.
La commune de Gothembourg (en suédois Göteborgs kommun) compte, en 2010, 522 259 habitants 
et en 2019, 578 327 habitants
(appelés les Gothembourgeois). L’agglomération, qui couvre également des communes immédiatement environnantes, compte 549 839 habitants et l’aire urbaine appelée Stor-Göteborg (Grand Gothembourg), élargie à encore d’autres communes, comprend 1 025 355 habitants. Gothembourg est le chef-lieu du comté de Västra Götaland (Västra Götalands län), siège d'une cour d'appel, d'une université, d'une école polytechnique et d'un évêché. C'est aussi un centre culturel important (musée des beaux-arts, opéra, orchestre symphonique) et le principal port de Scandinavie.

## Toponymie
Le nom de Göteborg signifie le fort de Götaland, grande région méridionale de Suède. Il y a probablement un lien entre les Götar de Suède et les Goths, mais cette relation n'a jamais pu être clarifiée (cf. Goths). L'orthographe suédoise (Göteborg) semble, au XXIe siècle, plus utilisée que sa transcription francisée (Gothembourg) même si cette dernière lui a laissé son gentilé (Gothembourgeois).

## Géographie
Gothembourg, ville du Sud-Ouest de la Suède, se trouve sur la côte occidentale du pays face à la pointe nord du Danemark. Les distances avec Gothembourg sont respectivement de : Stockholm : 470 km ; Copenhague : 300 km ; Oslo : 260 km, Helsinki : 790 km ; Paris : 1 500 km. Le centre-ville est installé sur la rive gauche de l'estuaire du fleuve Göta älv. La rive droite forme une grande île : Hisingen.

Panorama depuis le Pont d'Älvsborg.
Panorama depuis le Göta älv.

La ville se caractérise par ses nombreux rochers granitiques. Les côtes du Cattégat environnantes, également granitiques, sont très découpées et bordées de multiples îles. C'est l'archipel de Gothembourg dont on distingue l'archipel nord (Norra Skärgåden) avec pour île principale Öckerö, et l'archipel sud (Södra Skärgåden) avec pour île principale Styrsö. Le Göta älv est le déversoir du lac Vänern, situé 90 km en amont. Son cours est canalisé et régulé. Il constitue la partie occidentale du canal Göta, qui traverse la Suède jusqu'à la mer Baltique, puis à Stockholm. Administrativement, la Ville de Gothembourg est découpée en 21 districts.

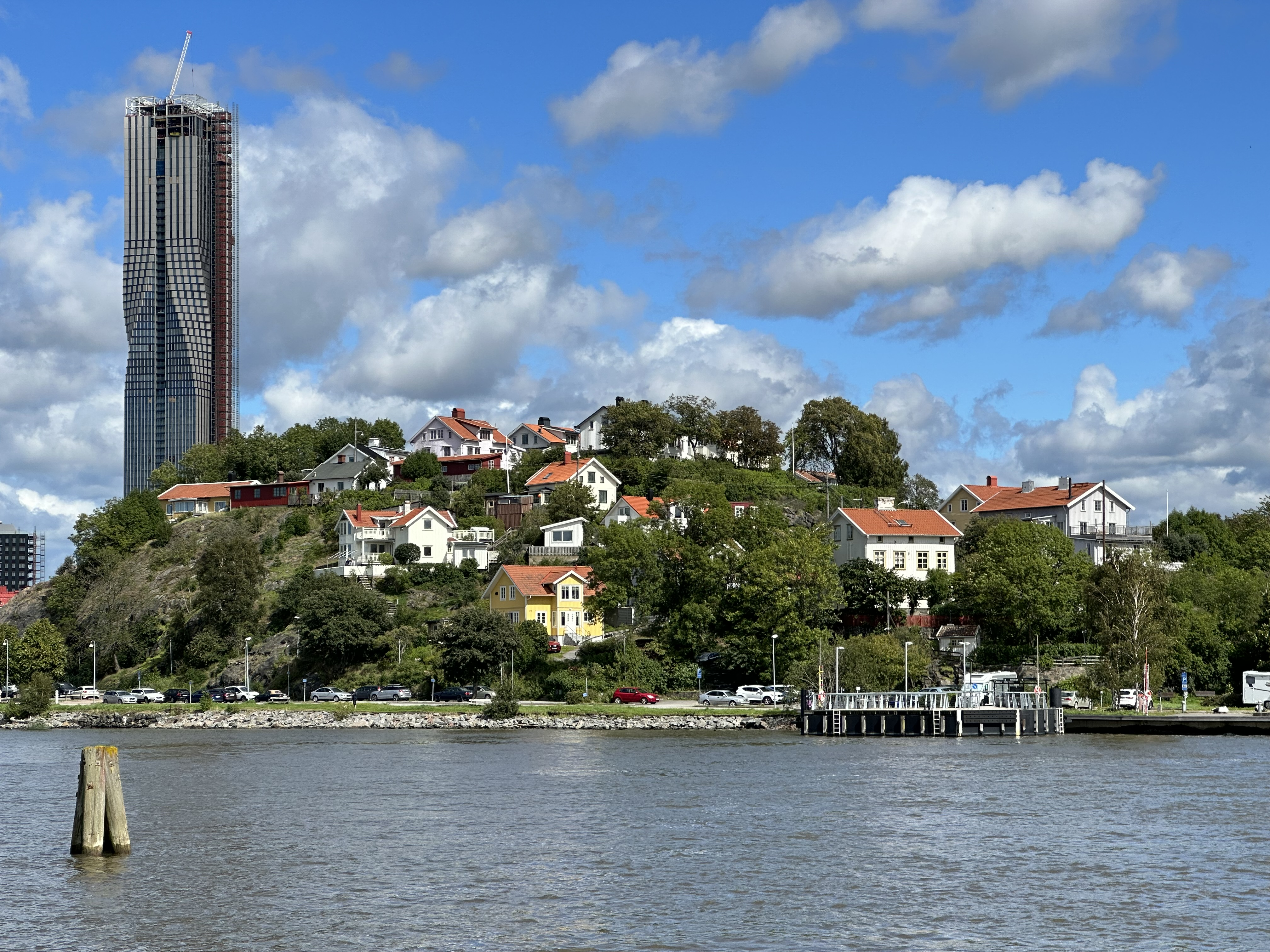
Slottsberget.
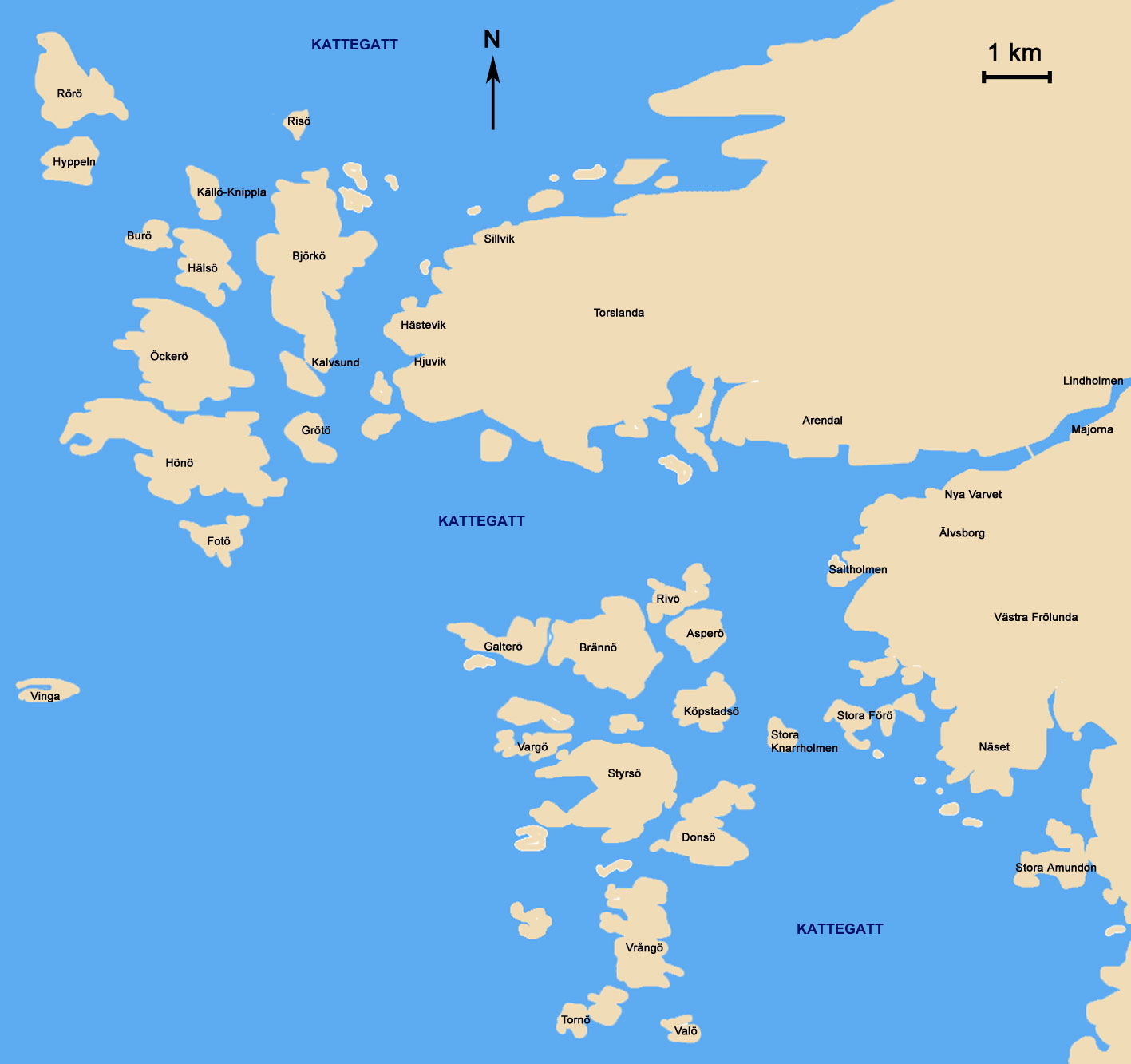
Archipel.

La ville de Gothembourg (Göteborgs Stad), localisée dans le Västra Götalands län, possède une population de 484 551 habitants (au 30 novembre 2005 selon SCB), soit environ 5 % de la population suédoise totale. Sa superficie est de 45 024 ha, soit 450 km2 (72 164 ha en comptant les parties immergées) et sa densité est de 1 070 hab./km2. Le Grand Gothembourg (Stor-Göteborg) possède une population de 816 931 habitants (2003 selon SCB), une superficie de 2 930 km2 et une densité de 279 hab./km2 (2003 selon SCB).

## Histoire
Au Moyen Âge, la ville de Gothembourg connaît deux prédécesseurs, situés plus en amont du fleuve Göta älv : Lödöse et Nya Lödöse, deux villes médiévales ayant rempli la même fonction que Gothembourg, celle de port suédois vers l'ouest. La ville actuelle n'est fondée qu'au début du XVIIe siècle par le roi de Suède Charles IX. À l'origine, la ville était située à Hisingen au nord de l'actuel centre-ville. Jusqu'en 1645, Gothembourg est le seul accès maritime suédois sur le Cattégat, la province du Bohuslän au nord étant norvégienne et la province de Halland au sud étant danoise.
C'est donc un revers considérable quand les Dano-Norvégiens détruisent la ville, lors de la guerre de Kalmar, en 1611 : la Suède se trouve de nouveau sans accès maritime sur le Cattégat. En 1619, le roi Gustave II Adolphe fonde cependant une nouvelle ville à l'emplacement actuel. Il la dote d'une charte deux ans plus tard, en 1621. Les premiers habitants, principalement des Hollandais, sont attirés par le cadre qu'offre la ville : liberté de culte, absence de taxes et d'impôts, position stratégique. Maîtrisant les difficultés du sous-sol argileux de la ville, ils bâtissent des remparts, des fortifications, tracent des rues et creusent des canaux. La première cité montre alors de nombreuses caractéristiques hollandaises : plan des rues géométrique, canaux et fortifications. Parmi les premiers habitants de Gothembourg contribuant à son essor rapide, se trouvent également de nombreux Écossais et Allemands. La Compagnie suédoise des Indes orientales (Svenska Ostindiska Compagniet) est fondée en 1731. Le commerce de thé, de porcelaine, de la soie et des épices enrichit les marchands, faisant prospérer la ville pendant la fin du XVIIIe siècle. Dans l'ancien bâtiment de la compagnie se trouve aujourd'hui le musée municipal de Gothembourg.
Le blocus continental mis en place par Napoléon Ier favorise la venue de négociants britanniques, développant d'autant plus l'activité de la ville. Au XIXe siècle, les fortifications sont remplacées par des parcs (Kungsparken et Trädgårdsföreningens park). La ville s'agrandit, des canaux sont comblés, les zones portuaires étendues. Gothembourg s'industrialise rapidement, stimulée par la construction du canal Göta, en 1832, la mise en place d'une liaison transatlantique et l'arrivée du chemin de fer. Elle devient une ville dynamique principalement dans l'industrie mécanique, les constructions navales et le transport maritime.
Au cours du XIXe siècle, plusieurs banques ont été créées dans la ville, ce qui a eu un impact positif sur le développement économique. En outre, une industrie navale florissante s'est développée au milieu du XIXe siècle (1841 : Götaverken, 1844 : Lindholmen, 1850 : Eriksberg). Depuis 1874, un grand pont tournant en fer relie Gothembourg sur la Göta älv à l'île de Hisingen.
Avec le XIXe siècle, Gothembourg devient une ville industrielle moderne, essor qui s'est poursuivi jusqu'au XXe siècle. La population a été multipliée par dix au cours du siècle, passant de 13 000 en 1800 à 130 000 en 1900.
Gothembourg est depuis longtemps la deuxième plus grande ville de Suède, devancée seulement par Stockholm. En décembre 2008, Gothembourg comptait 500 154 habitants, dont 252 537 femmes et 247 617 hommes. Parmi les Gothembourgeois, 105 000 sont nés à l'étranger et viennent principalement d'Iran, d'Irak et de Finlande. En 2019, environ 28 % (159 342 résidents) de la population de Gothembourg étaient nés à l'étranger et environ 46 % (265 019 résidents) avaient au moins un parent né à l'étranger. En outre, environ 12 % (69 263 résidents) étaient des citoyens étrangers.
En 2016, 45 % de la population immigrée de Gothembourg venait d'autres régions d'Europe et 10 % de la population totale d'un autre pays nordique.

Blason de la ville de Gothembourg.
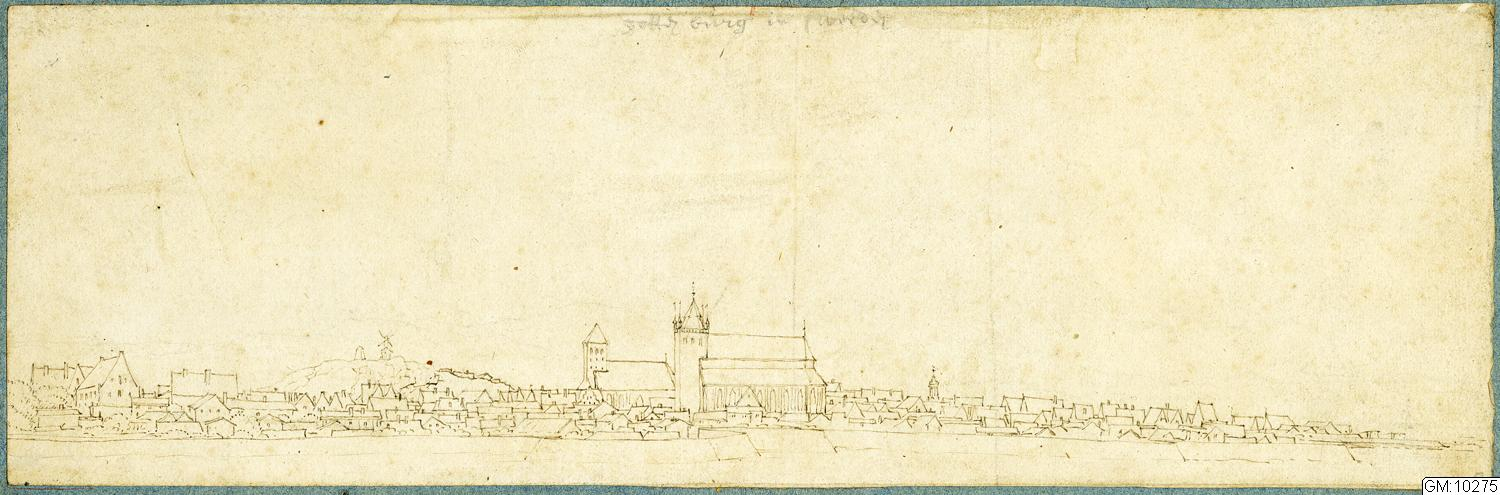
Panorama tracé en 1650
Aquarelle du centre historique en 1793.
Fortin en 1896.

## Population
| 1900    | 1960    | 1965    | 1970    | 1975    |
| ------- | ------- | ------- | ------- | ------- |
| 152 172 | 443 843 | 471 619 | 485 785 | 470 529 |

| 1980    | 1990    | 1995    | 2000    | 2005    |
| ------- | ------- | ------- | ------- | ------- |
| 456 684 | 465 474 | 480 839 | 495 822 | 510 491 |

| 2010    | 2015    | 2018    | 2020    | 2024    |
| ------- | ------- | ------- | ------- | ------- |
| 549 839 | 572 799 | 592 042 | 607 882 | 608 462 |

## Économie
Le port de Gothembourg exporte principalement des automobiles (Volvo), des roulements à billes (SKF) et du papier, particulièrement du papier-journal. Les importants chantiers navals, auparavant installés sur l'île de Hisingen, ont fermé dans les années 1970. À l’époque postindustrielle, la ville a connu une évolution passionnante transformant les anciennes zones industrielles et navales des deux rives du fleuve qui traverse la ville en de nouveaux quartiers animés, modernes, et proches de la mer. Gothembourg est le point d'arrivée du gazoduc Valdemar-Göteborg.
Gothembourg est la ville de naissance des roulements à billes SKF, et des automobiles Volvo ; ces deux multinationales y ont toujours leur siège. La ville a été en 2008 classée en tête (devant Stockholm et Birmingham) d'un palmarès des villes européennes où il est le plus facile et agréable d'entreprendre.

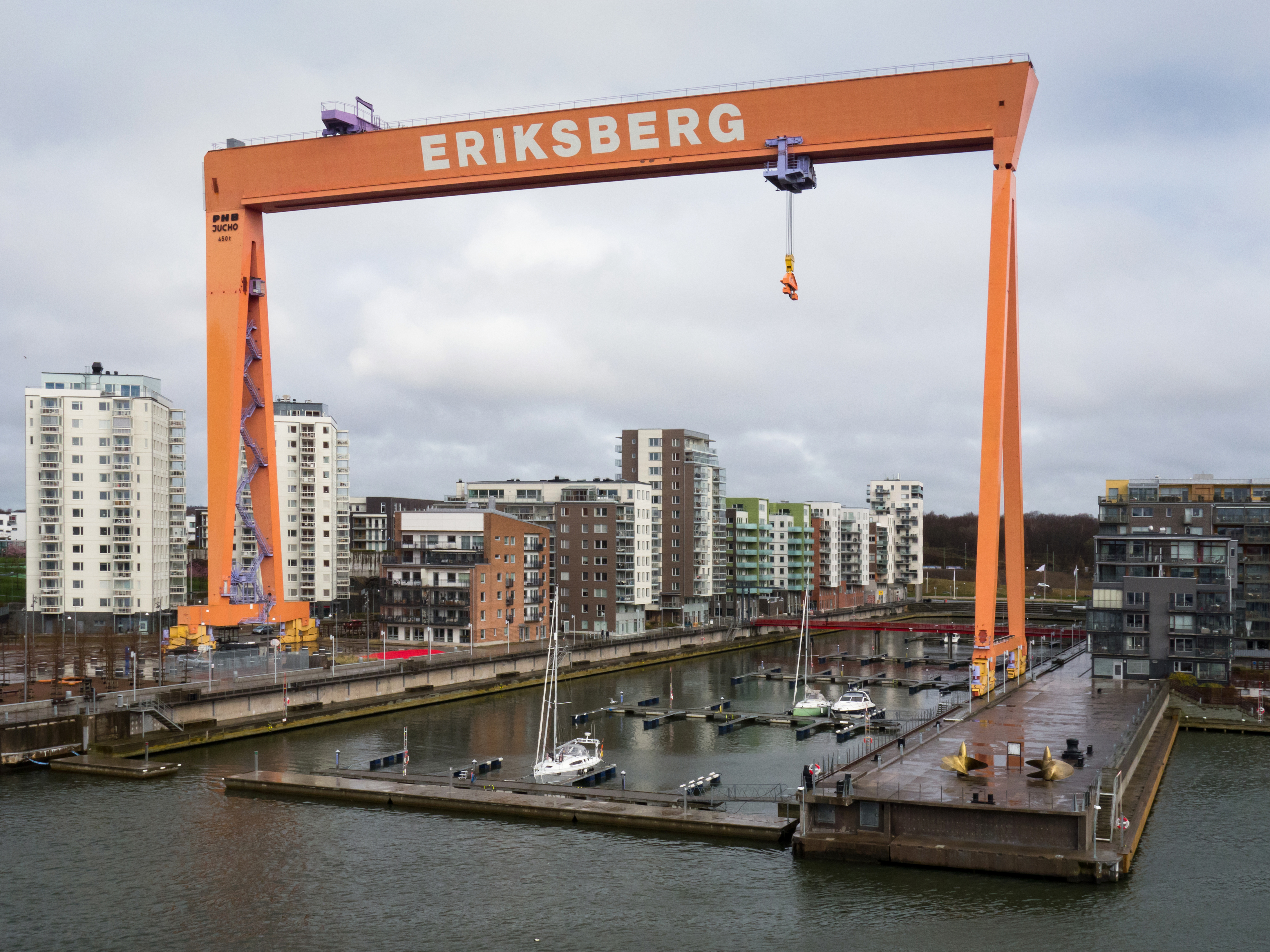
Chantier naval.
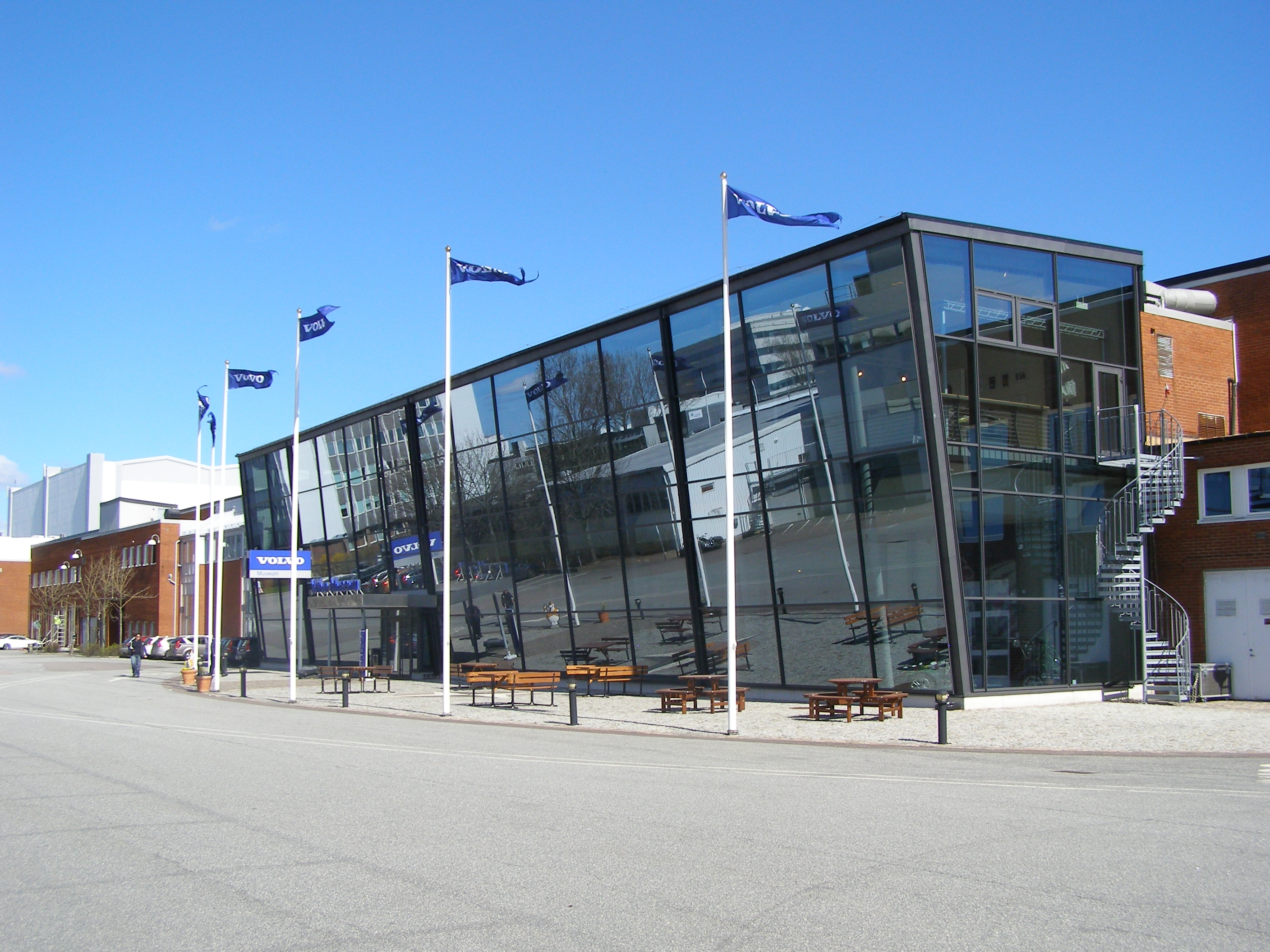
Musée Volvo.
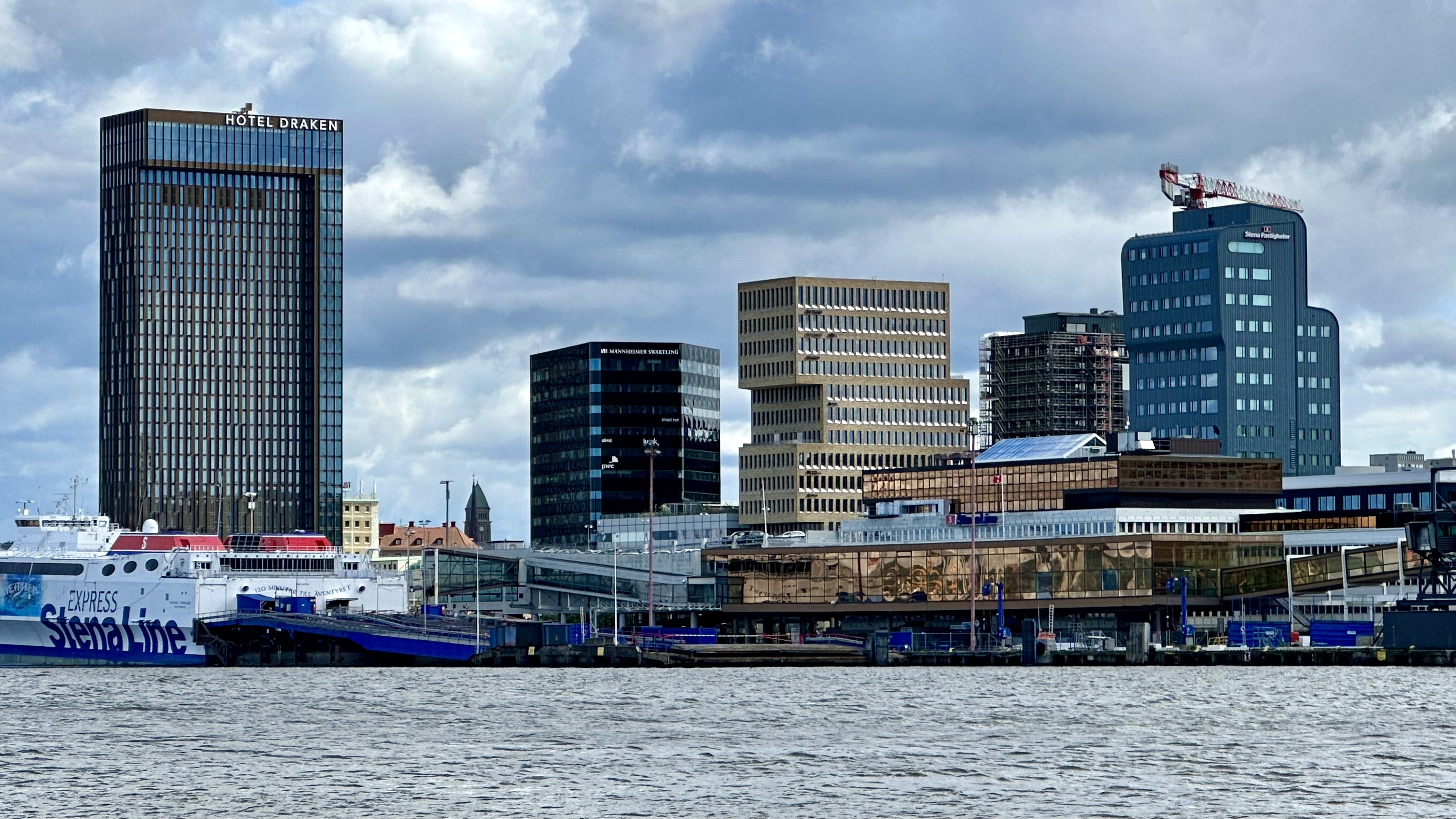
Terminal ferry et skyline.
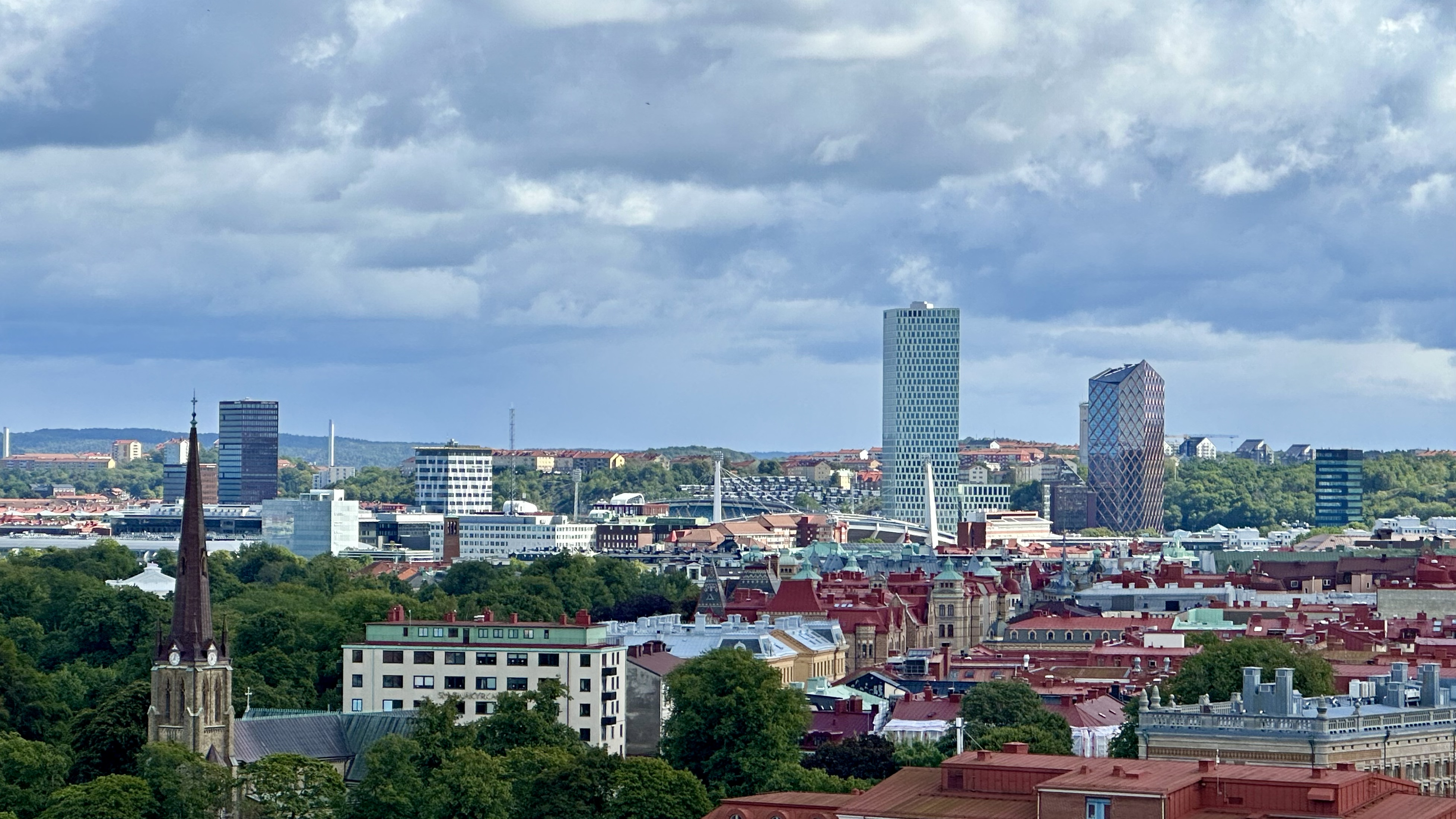
Autres gratte-ciels aux portes de la ville.

### Marques locales
- Nudie Jeans - jean suédois
- Dr. Denim  - jean suédois

### Principales entreprises
Les plus grandes entreprises de Göteborg (en nombre d'employés) sont: 
1. Volvo Cars
2. Volvo Trucks
3. Volvo Technology
4. Université de technologie Chalmers
5. Veteranpoolen
6. AstraZeneca
7. Lernia Bemanning
8. SKF
9. Samhall
10. Ericsson
11. Saab
12. PostNord
13. AFRY (en)
14. GIL
15. Willy:s
16. Essity
17. Randstad
18. ICA
19. Skanska
20. Polestar Performance

## Enseignement

### Enseignement supérieur
- L'école polytechnique Chalmers (CTH).
- L'Université de Gothembourg (GU).
- La faculté de théologie de Göteborg (sv) (FFG)

### Enseignement secondaire
- École française de Gothembourg, Hvitfeldtska gymnasiet, Göteborgs Högre Samskola, Sigrid Rudebecks gymnasium, Polhemsgymnasiet ...

### Centres de formation pour adultes
Il y a dix universités populaires : Agnesbergs folkhögskola, Arbetarrörelsens folkhögskola i Göteborg, Finska folkhögskolan, Folkhögskolan i Angered, Göteborgs folkhögskola, Kvinnofolkhögskolan, Mo Gård folkhögskola, S:ta Birgittas folkhögskola, Västra Götalands folkhögskolor and Wendelsbergs folkhögskola

## Transports

### Liaisons routières
Plusieurs routes raccordent Gothembourg à Malmö, Stockholm ou Oslo.
Gothembourg est desservi par les routes européennes E6, E20 et E45 ainsi que  par les routes nationales 27 et 40.

### Transport inter-urbains
De nombreux bus express relient Gothembourg aux villes scandinaves (Oslo, Stockholm, Copenhague, Malmö) ou européennes.

### Transport ferroviaire
Voies ferrées : Gothembourg est reliée à plusieurs villes suédoises et scandinaves, dont Stockholm, par le train à grande vitesse X2000.

### Transport maritime
Port maritime : des liaisons régulières sont établies avec le port danois de Frederikshavn, le port allemand de Kiel. Jusqu'en 2006, Gothembourg était aussi reliée par ferry au port norvégien de Kristiansand et au port anglais de Newcastle.

### Transport aérien
- aéroport de Gothembourg City (Göteborg City Airport) desservi en particulier par Ryanair. Aujourd'hui fermé, cet aéroport ne dessert plus ;
- aéroport de Gothembourg-Landvetter (Göteborg-Landvetter flygplats), vols nationaux et internationaux. Deuxième aéroport de Suède, facilement accessible depuis le centre-ville (environ 30 min de bus).

### Transports urbains
Les transports en commun de Gothembourg sont gérés par la Västtrafik. Depuis 1879, la ville est équipée d'un réseau de tramways développé, comportant douze lignes en 2005. Elle n'est pas munie d'un métropolitain souterrain car le sous-sol argileux est instable. Des bateaux-omnibus (Älvsnabben) relient les deux rives du Göta älv, des ferries permettent de rejoindre les îles de l'archipel sud. Des bus urbains et inter-urbains de gabarits différents complètent le réseau.

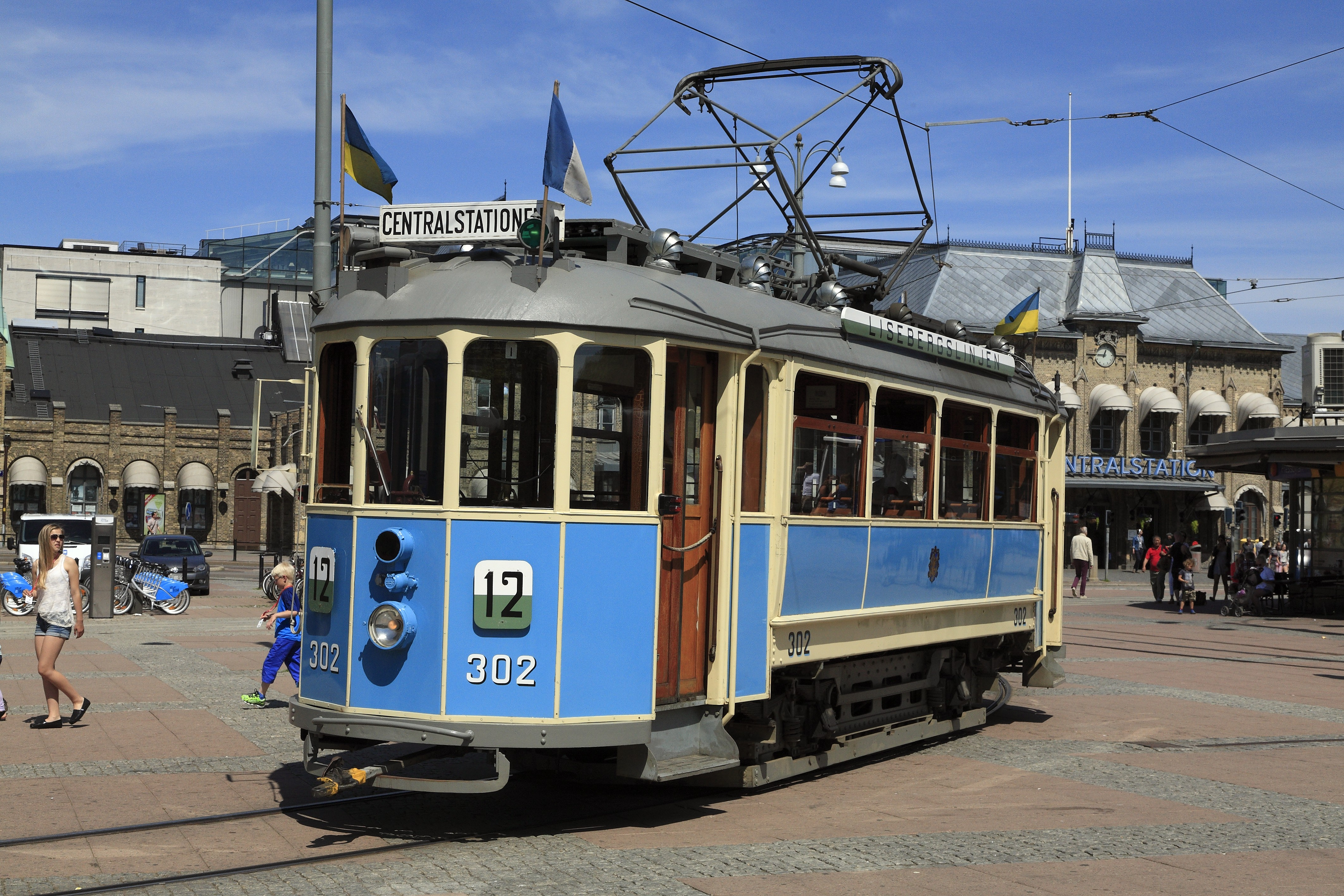
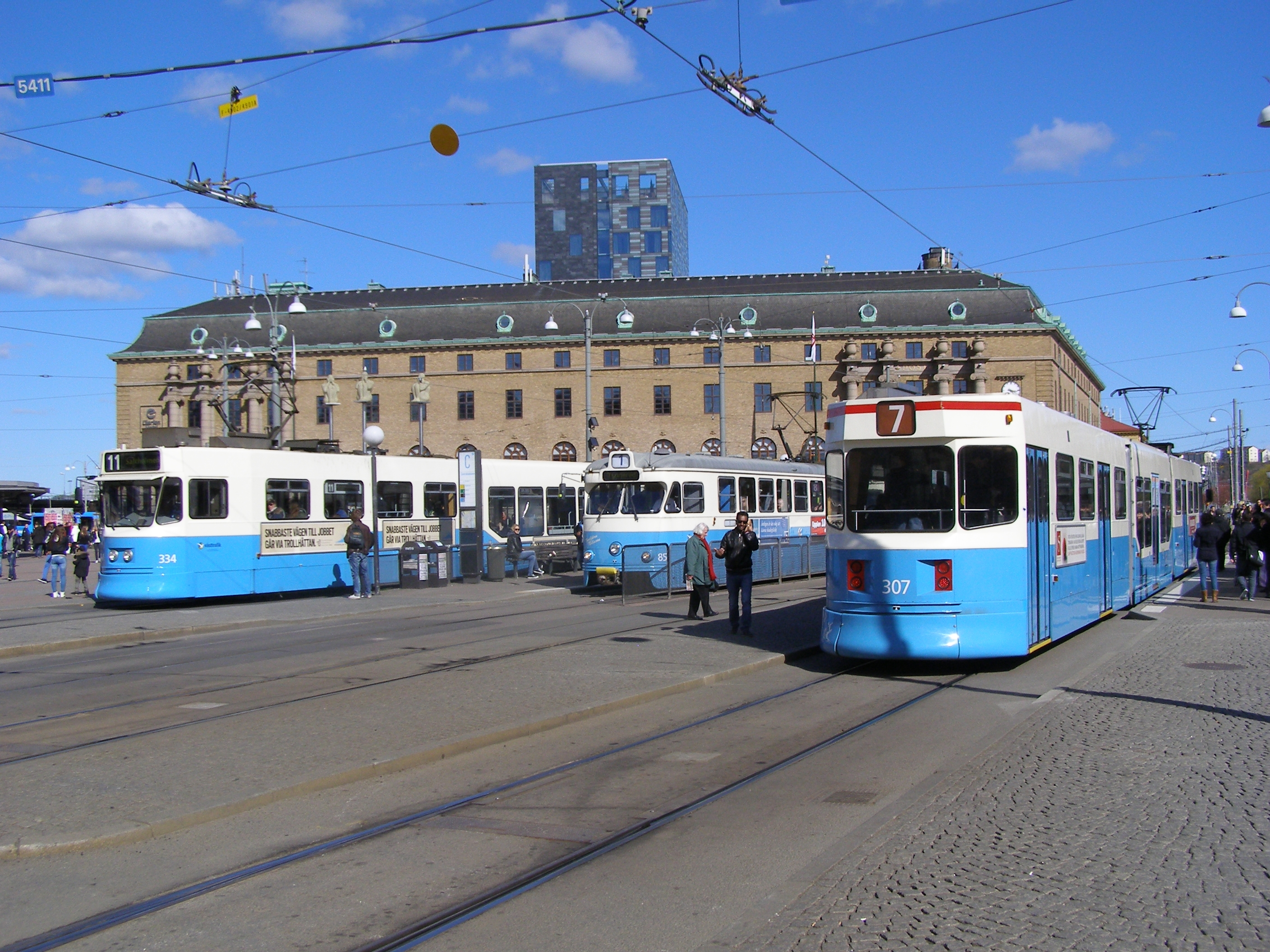
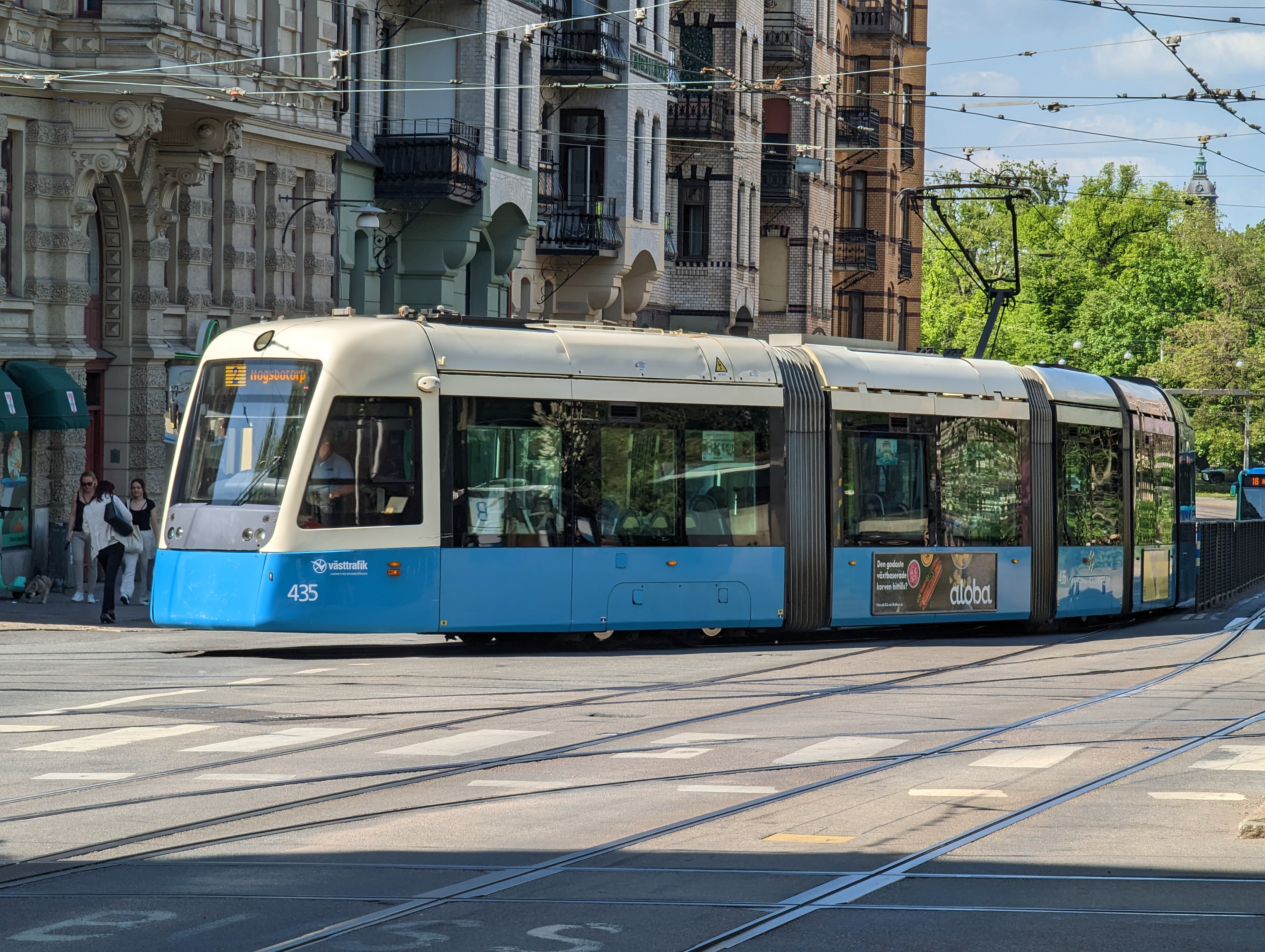

## Culture
Gothembourg est le siège d'institutions culturelles importantes comme l'opéra de Gothembourg, le théâtre municipal de Gothembourg et plusieurs musées. La ville accueille également chaque année des événements qui marquant la vie culturelle en Suède, notamment le salon du livre de Gothembourg en septembre et le Festival international du film de Gothembourg en janvier et en février.
L'Alliance française de Gothembourg est créée en 1892.

### Littérature
C'est à Gothembourg que travaille le commissaire Erik Winter, personnage principal des romans de Åke Edwardson.

### Musique
La ville dispose d'un orchestre symphonique se produisant dans des villes prestigieuses comme Vienne, Londres ou Boston, et spécialisé dans les compositeurs nordiques tels que Jean Sibelius ou Edvard Grieg. Gothembourg a accueilli le congrès de l'AIBM en juin 2006.
Certains groupes de death metal mélodique sont originaires de Gothembourg comme Avatar, In Flames, Dark Tranquillity ou At the Gates. D'autres groupes célèbres, tels que HammerFall, Little Dragon et Perkele, sont originaires de cette ville. Le musicien et interprète José González est également originaire de la ville, tout comme le groupe Ace of Base.

### Évènements

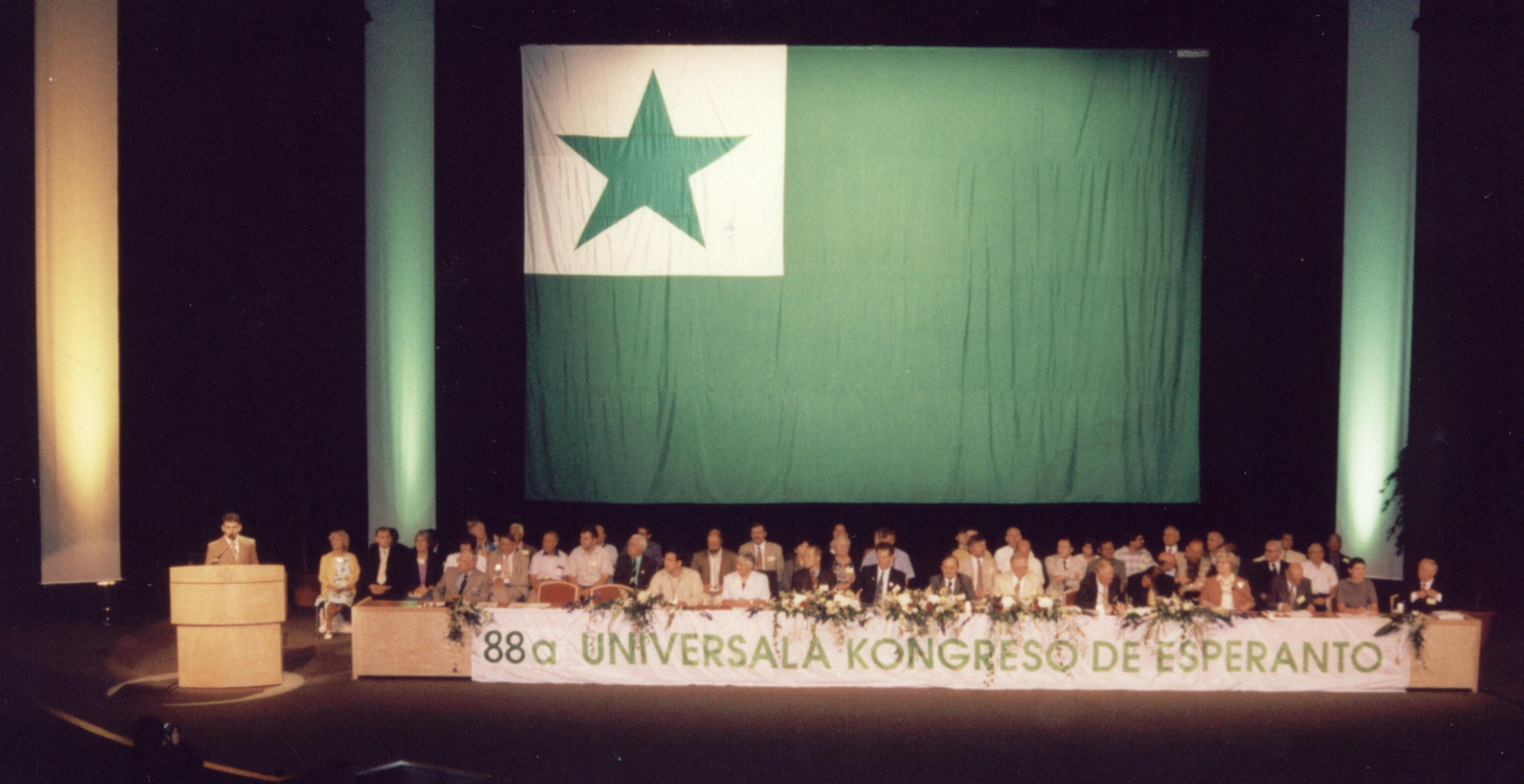
Cérémonie d'ouverture du 88e congrès mondial d'espéranto, 2003.

En 2003, Gothembourg a accueilli le 88e congrès mondial d'espéranto, qui avait pour thème « Droits et devoirs linguistiques ». Il a été suivi par des participants venus de 62 pays.

## Édifices

### Du style vernaculaire aux immeubles en bois
Dans les quartiers de Haga, Majorna, Slottsberget et sur les rives de l’archipel sont visibles divers exemples de constructions en bois traditionnelles.

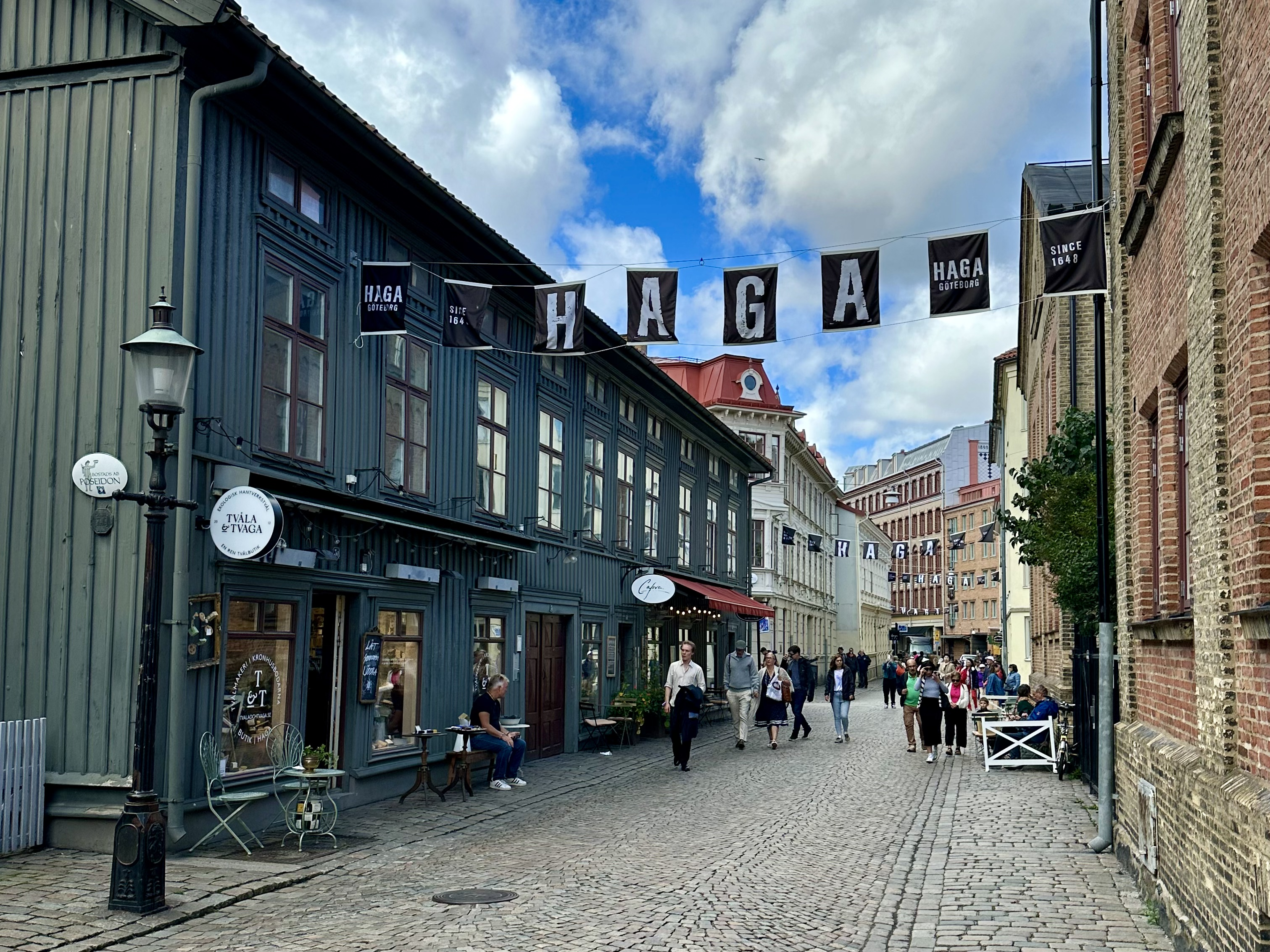
Rue piétonne d’Haga
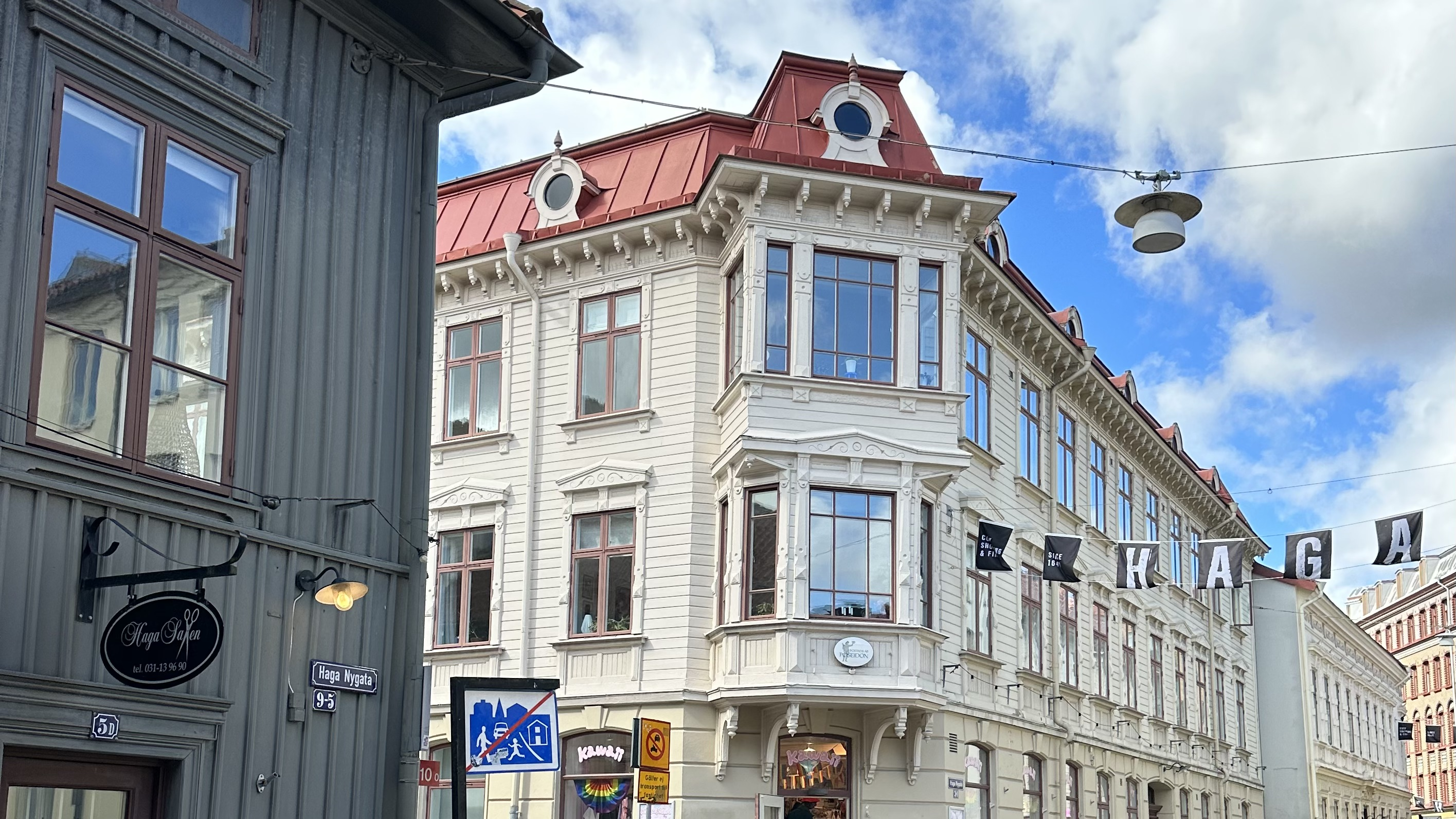
Bâtiments en bois d’Haga
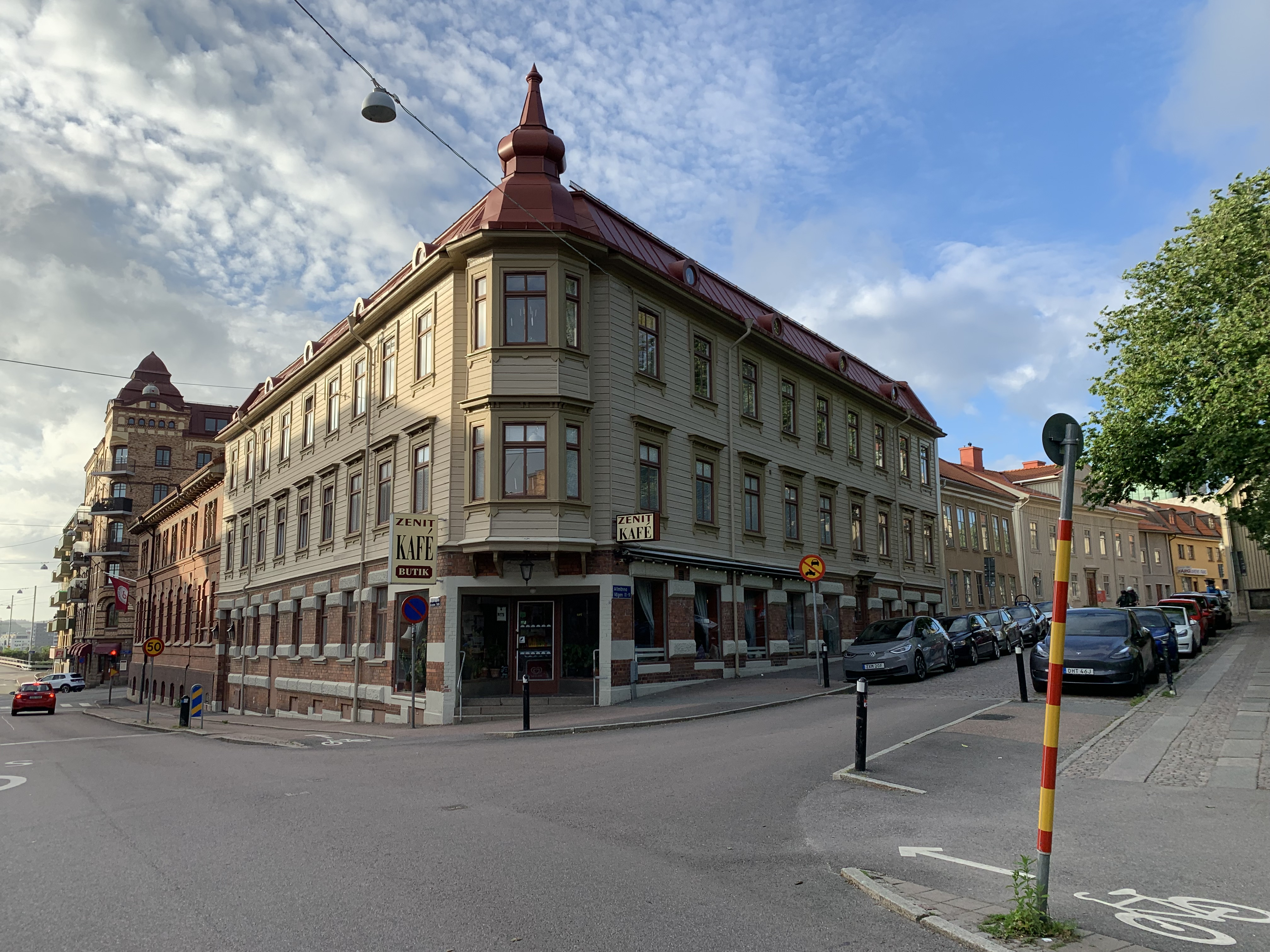
Bâtiments en bois de Majorna
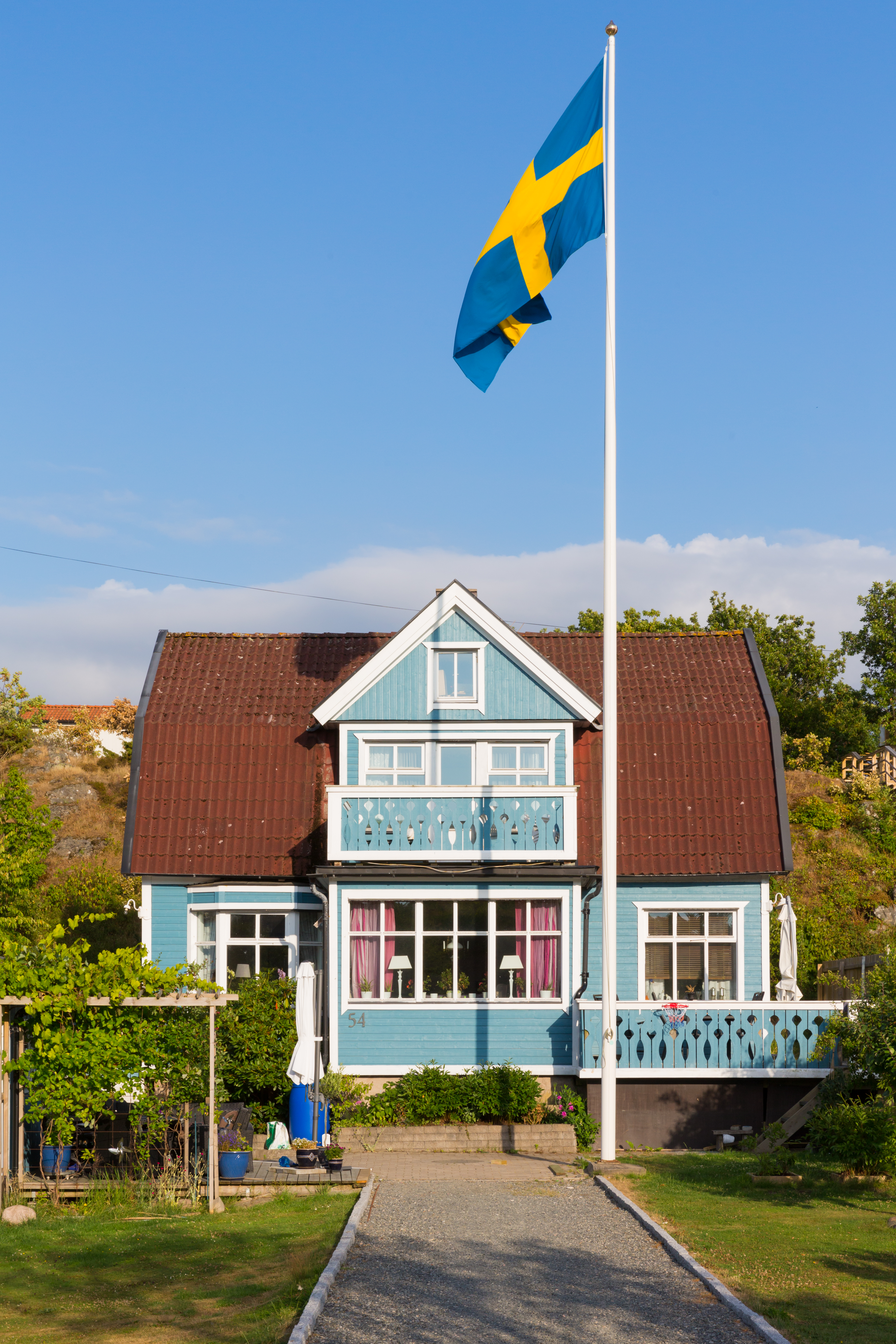
Maison en bois de Brännö.

### Fondation royale et grand commerce
Près du port et ses canaux, domine l'architecture baroque et néoclassique.
Face à l'hôtel de ville, achevé en 1673, se déploie la place Gustav II Adolf ornée de la statue du roi fondateur de la ville. L'une des voies d'accès est les escaliers du Lion dont la statuaire féline veille sur le grand canal du Port.
Avec le fort de Nya Elfsborg érigé sur un îlot pour protéger le port, des fortins ont également été construits au XVIIe siècle pour protéger la ville au delà de ses fortifications. Le fortin à la couronne et le fortin au lion doivent leur nom à la couronne ou au lion dorés qui les surmontent respectivement. Le fortin à la couronne est connu pour offrir un magnifique panorama sur la ville.
D’anciens bâtiments de la Compagnie suédoise des Indes orientales édifiés en 1762 abritent l'actuel Musée municipal de Gothembourg.
Une réplique d'un navire de la compagnie basée dans le port dite Götheborg III a été mise à l’eau en 2004.

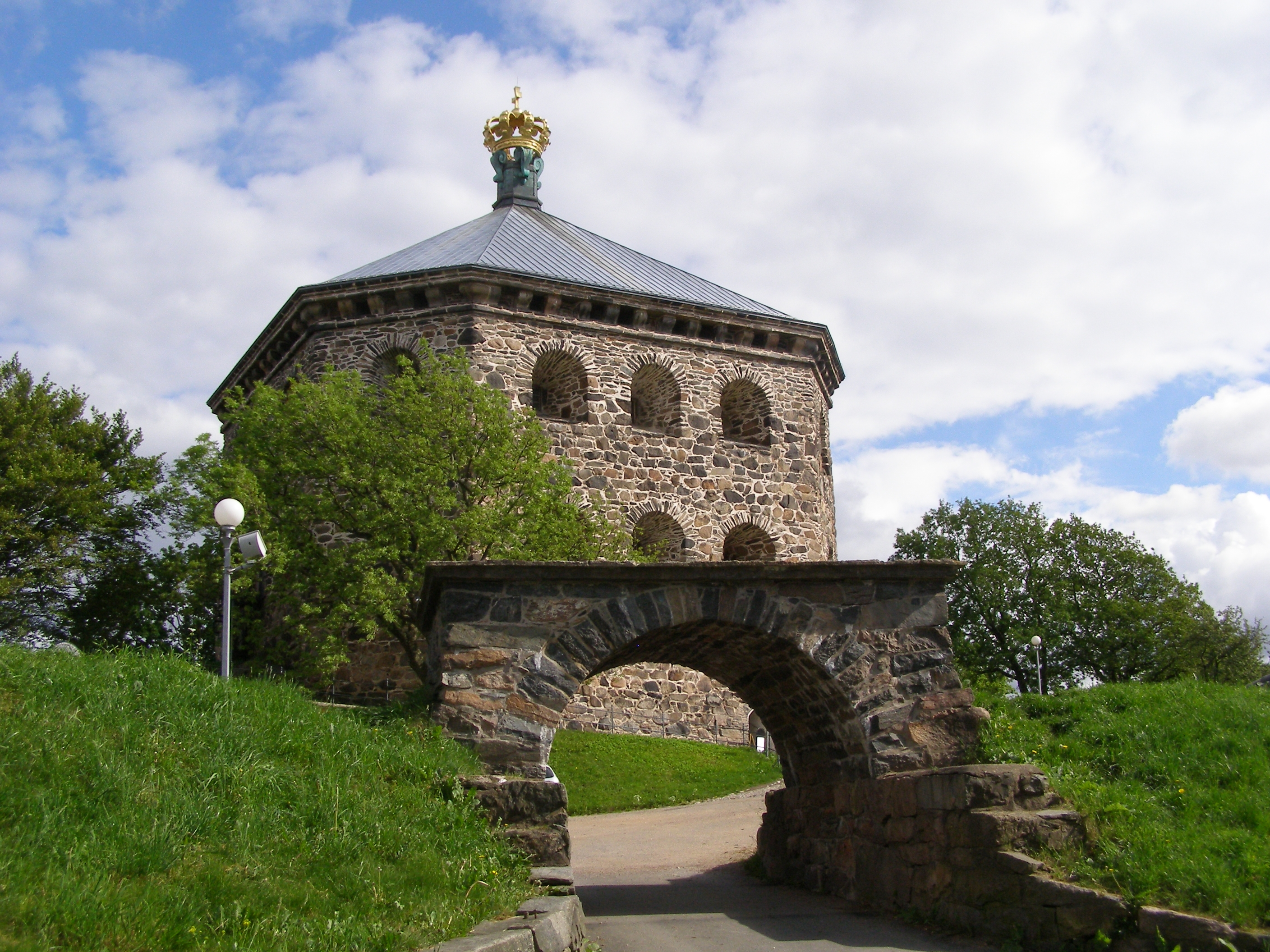
Fortin à la Couronne
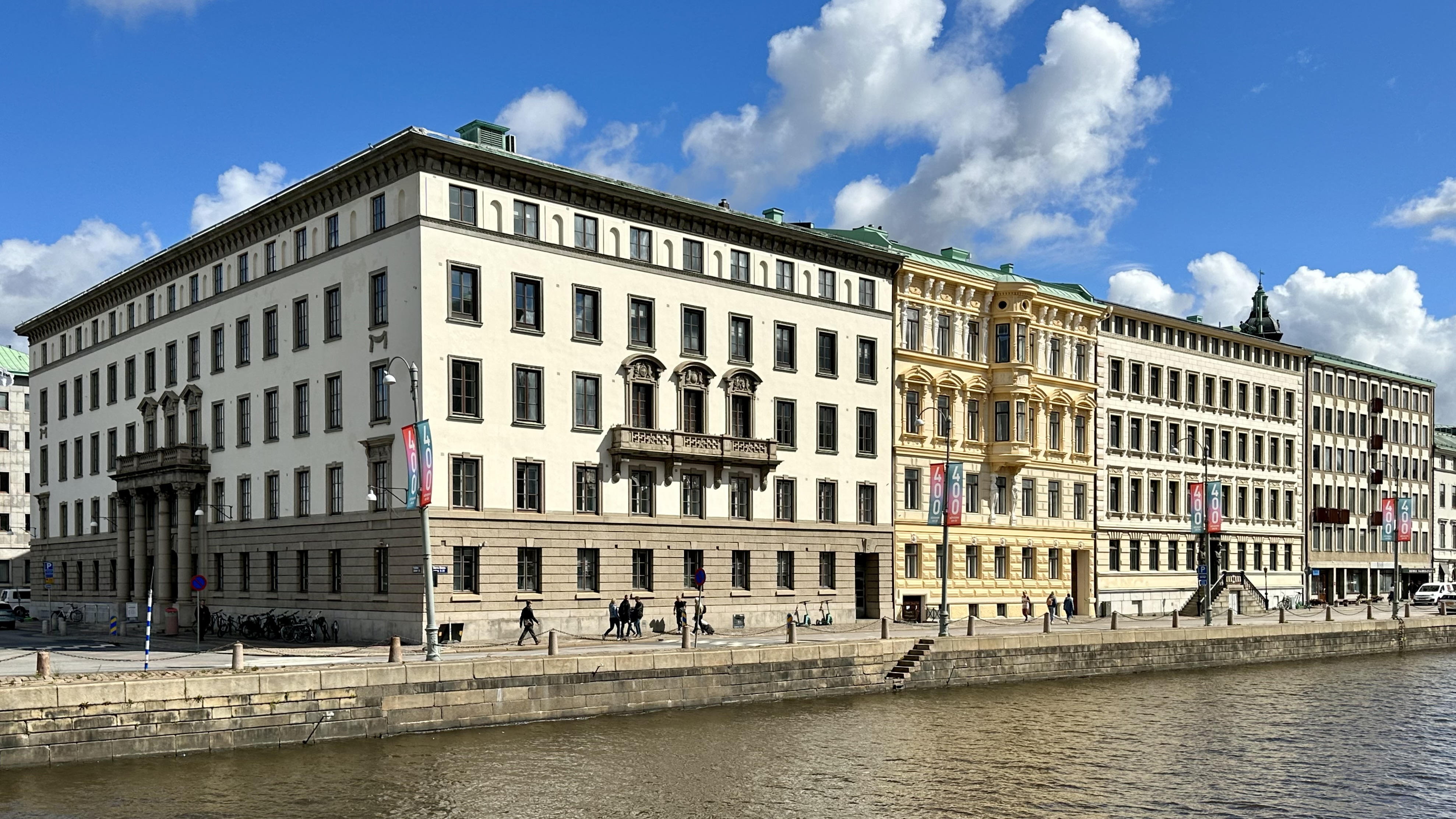
Canaux et architecture baroque.
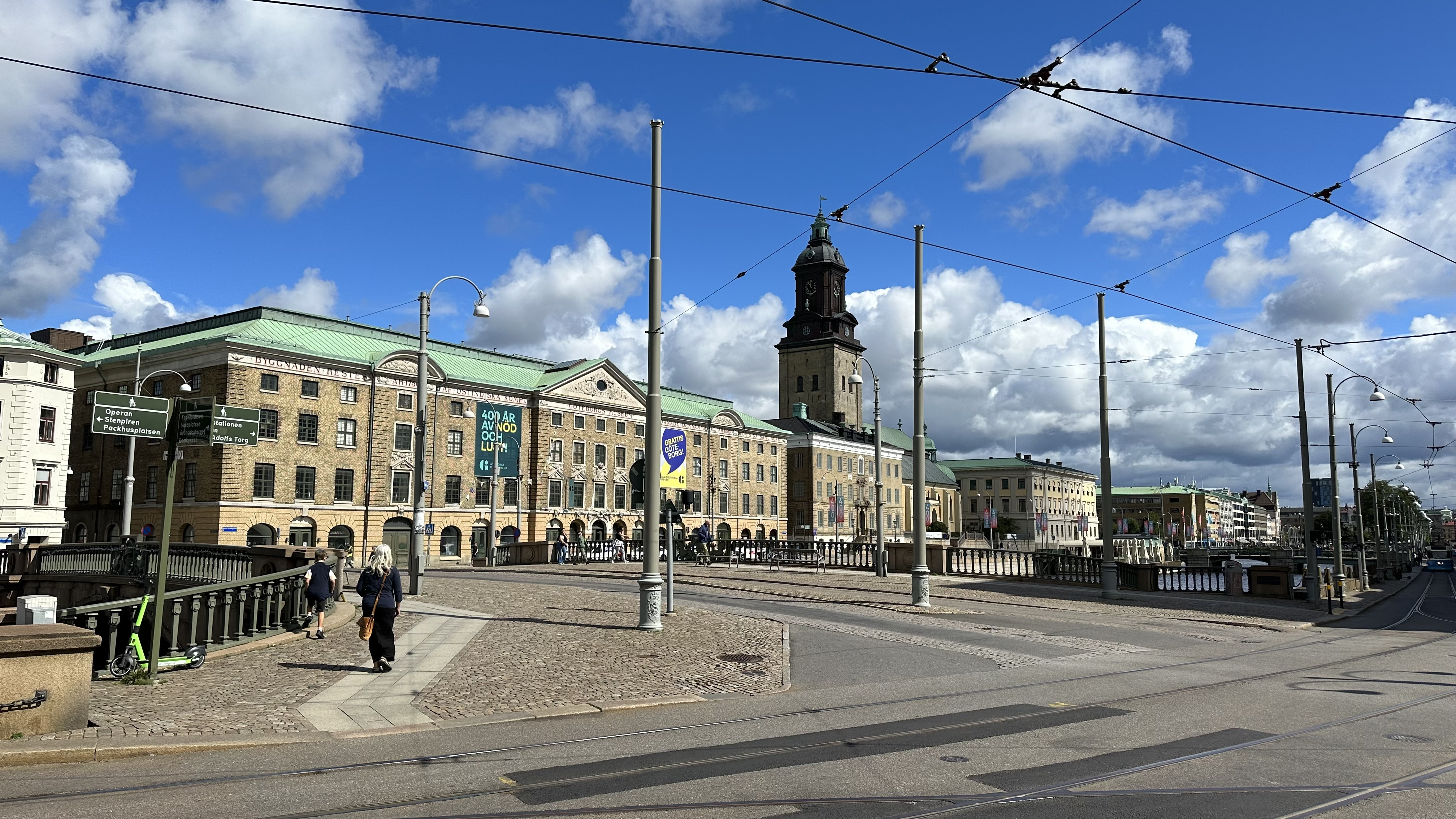
Musée municipal et architecture néoclassique.

### Historicisme et éclectisme architecturaux de la période post industrielle

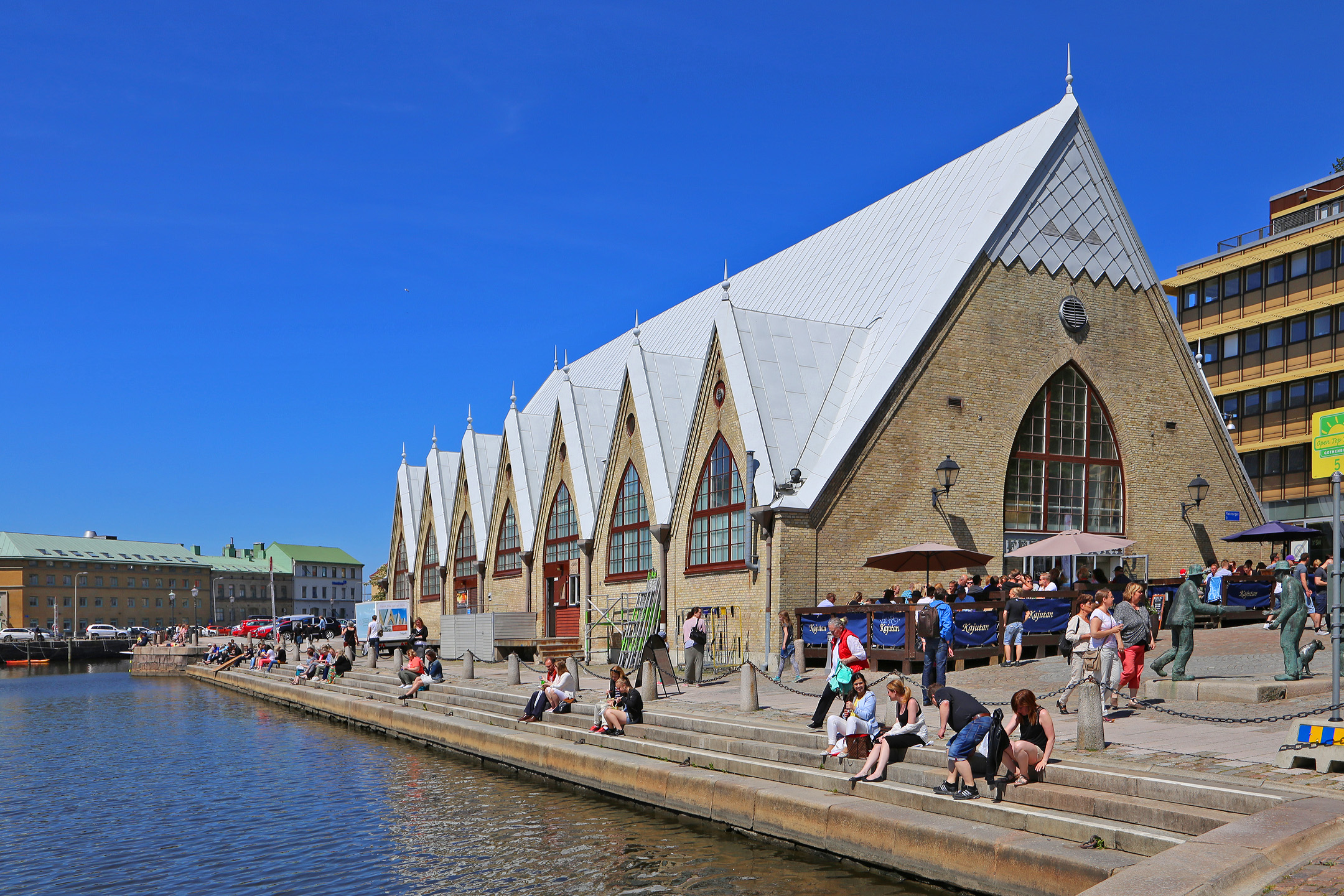
Marché aux poissons

À l'embouchure du canal de Rosenlund, l'architecture du marché aux poissons, dit Feskekôrka («l'église du poisson») s'inspire, avec ses hautes fenêtres et son toit blanc à forte pente, des églises nordiques. Sans pilier intérieur, ce bâtiment est né en 1874 de l'imagination de l'architecte Victor von Gegorfelt.
Inaugurée en 1858, la Gare centrale de Gothembourg  est encore un exemple de l’architecture historiciste du XIXe siècle avec des accents néogothiques en façade et un intérieur faisant une large place au bois. Elle est surmontée d’un globe terrestre couronné. Plusieurs fois remaniée, son architecte originel est Adolf Wilhelm Edelsvärd.
Tout près,  l’ancienne poste centrale  construite en 1925 dans un style national romantique par Ernst Torulf a été transformée en hôtel Clarion en 2012.
 La halle de Gothembourg , conçue en 1888, a elle conservée son architecture industrieuse métallique. Outre des commerces alimentaires, elle abrite également aujourd’hui de nombreux points de restauration.
L'esprit art nouveau est visible dans les proches faubourgs dont la place dite Järntorget.

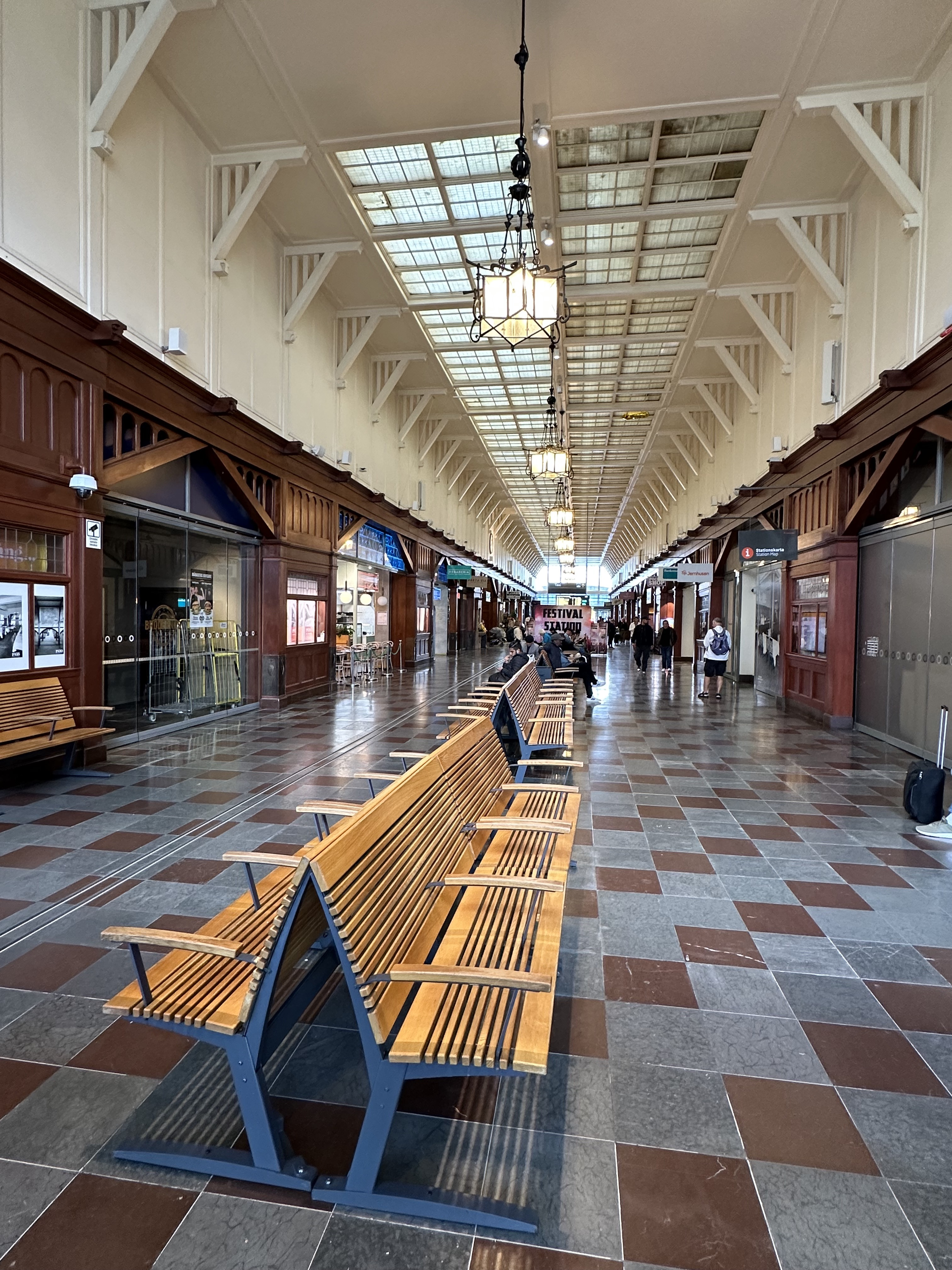
Gare centrale
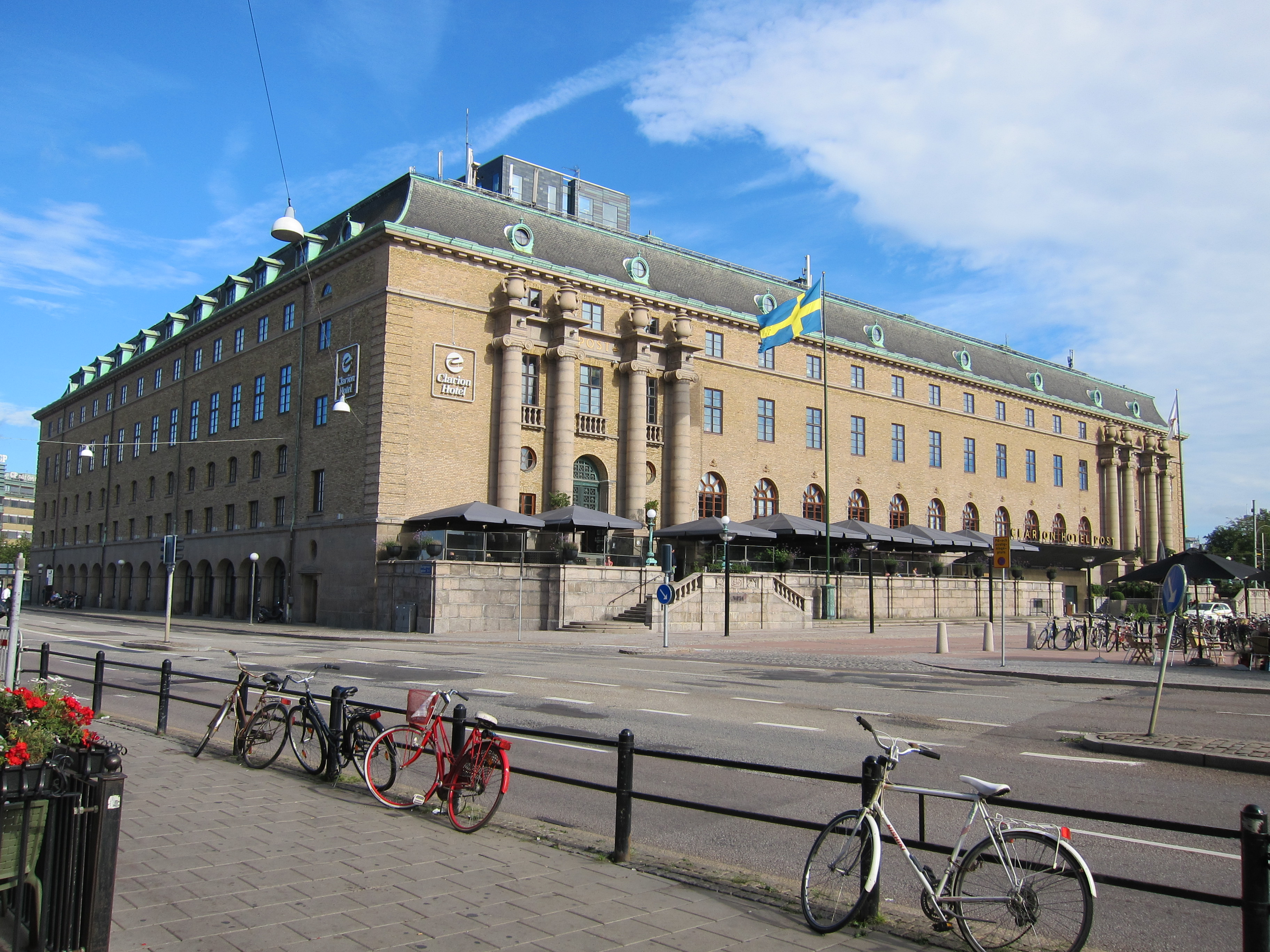
L'ancienne poste centrale devenue hôtel.
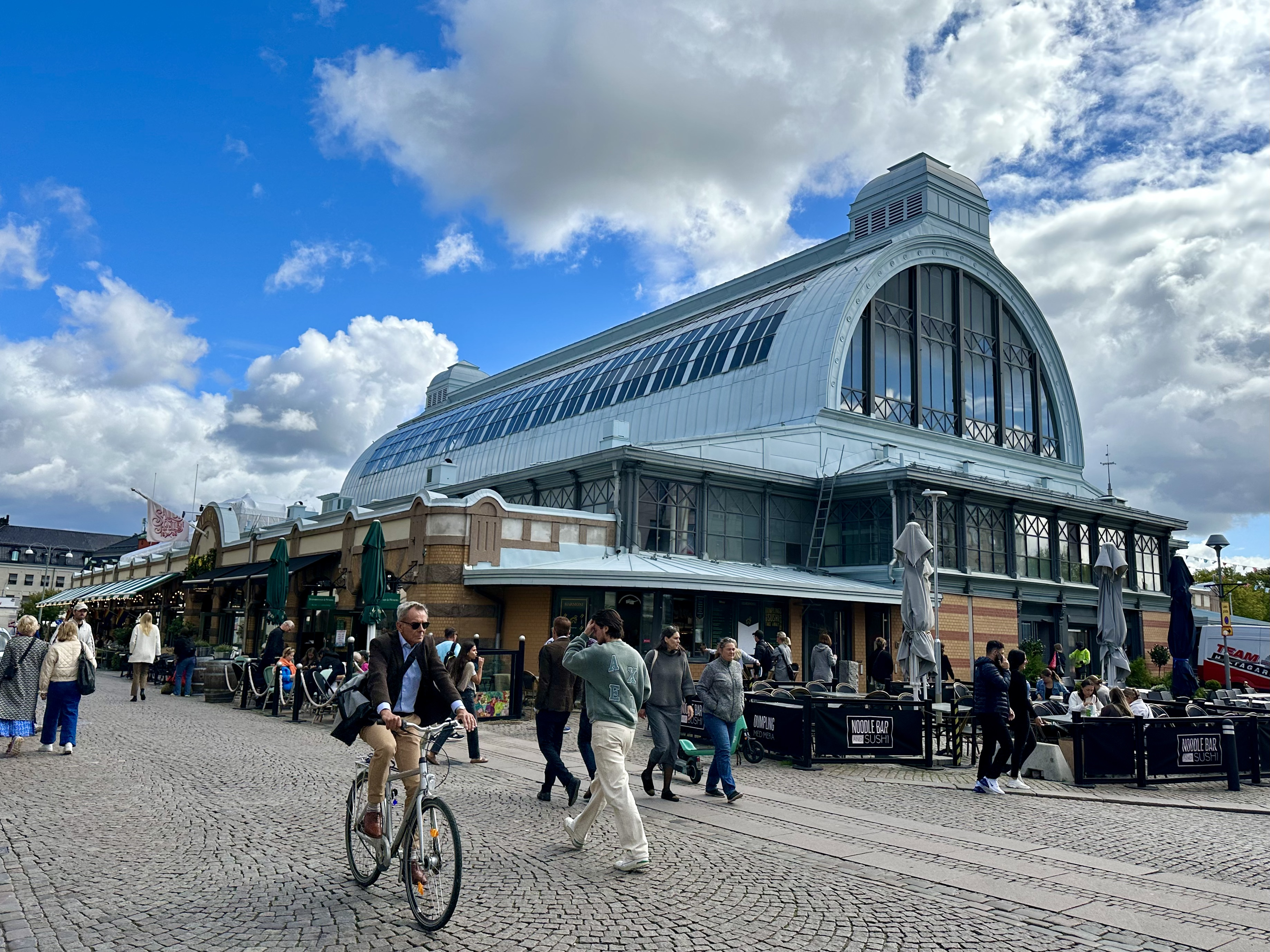
Halles.
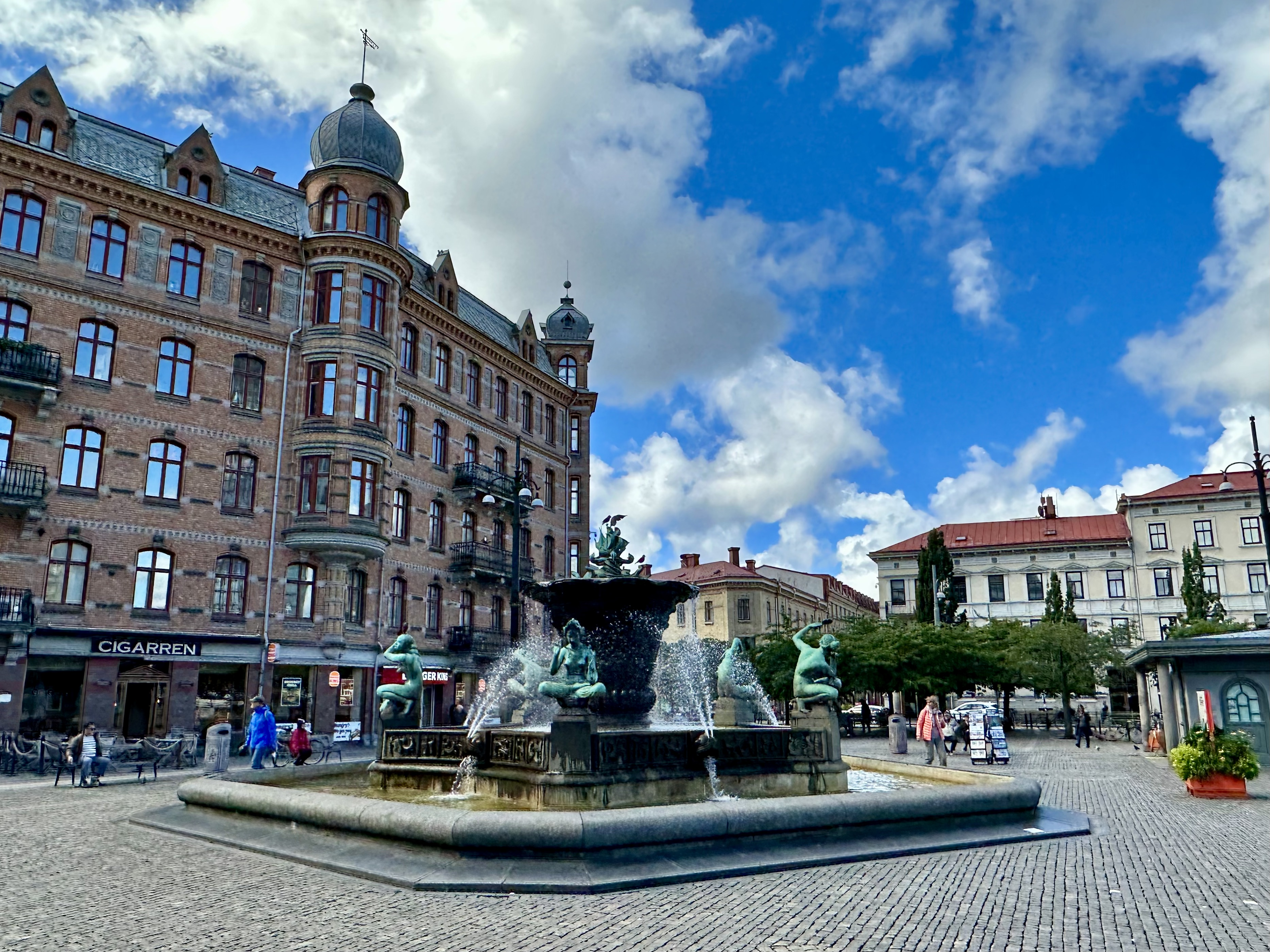
Järntorget et architecture art nouveau.

### Ponts et paysage urbain contemporain
Le Pont d'Älvsborg a été inauguré en 1966 par Olof Palme, alors ministre des transports.
Érigé en 1989 par l’architecte Ralph Erskine le gratte-ciel Götheborgs-Utkiken est aujourd’hui l’édifice le plus connu de Gotterborg. Il est situé dans le port tout près du quatre-mâts Viking et de l'opéra.
À proximité encore, Le roi Carl XVI Gustaf a inauguré en 2021 le Pont d'Hisingen.
Sur l’autre rive, avec ses 246 mètres, la tour Karla devrait devenir le plus haut gratte-ciel de Scandinavie.

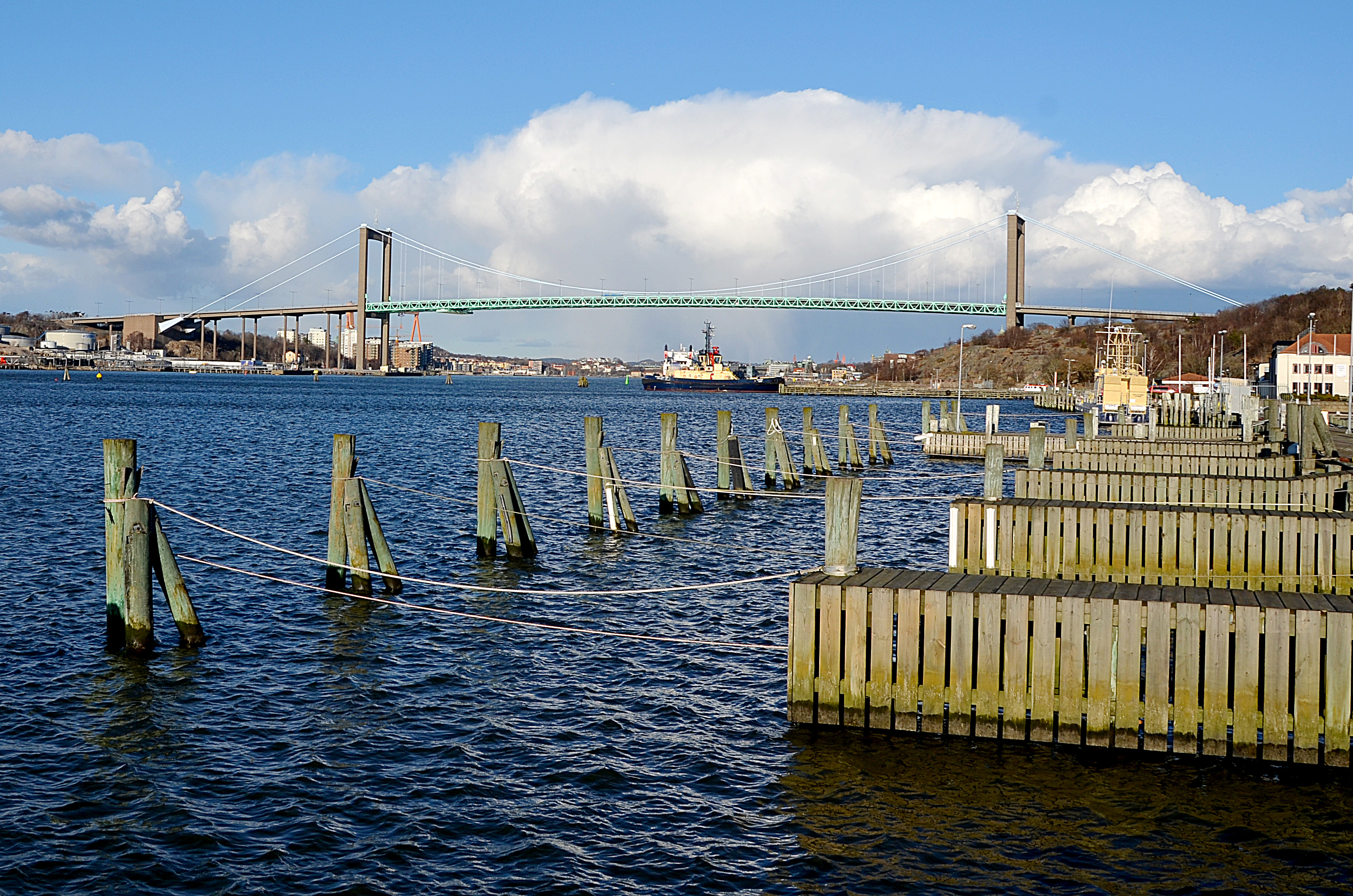
Pont d'Älvsborg
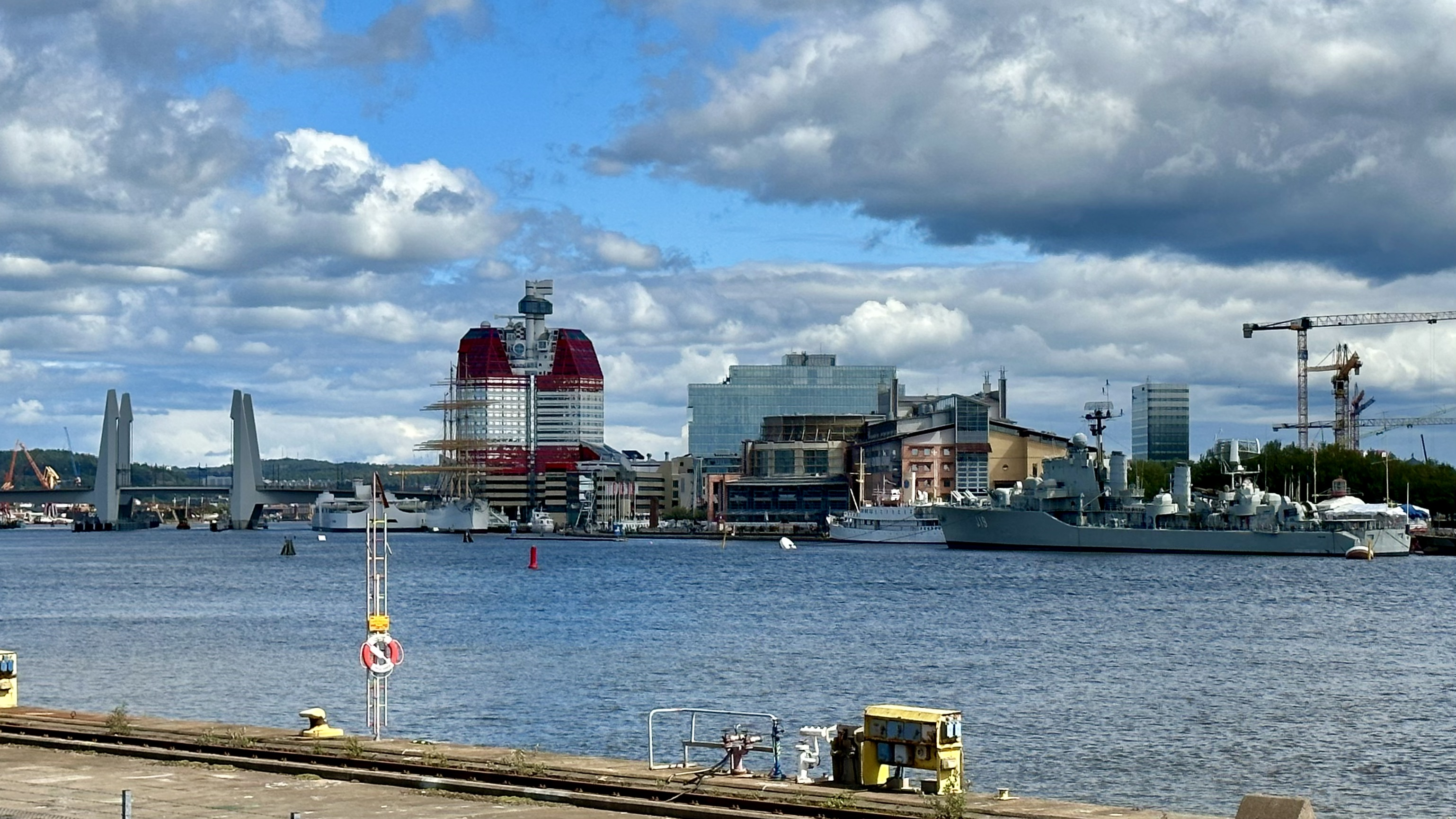
Pont d'Hisingen, gratte-ciel Götheborgs-Utkiken et skyline
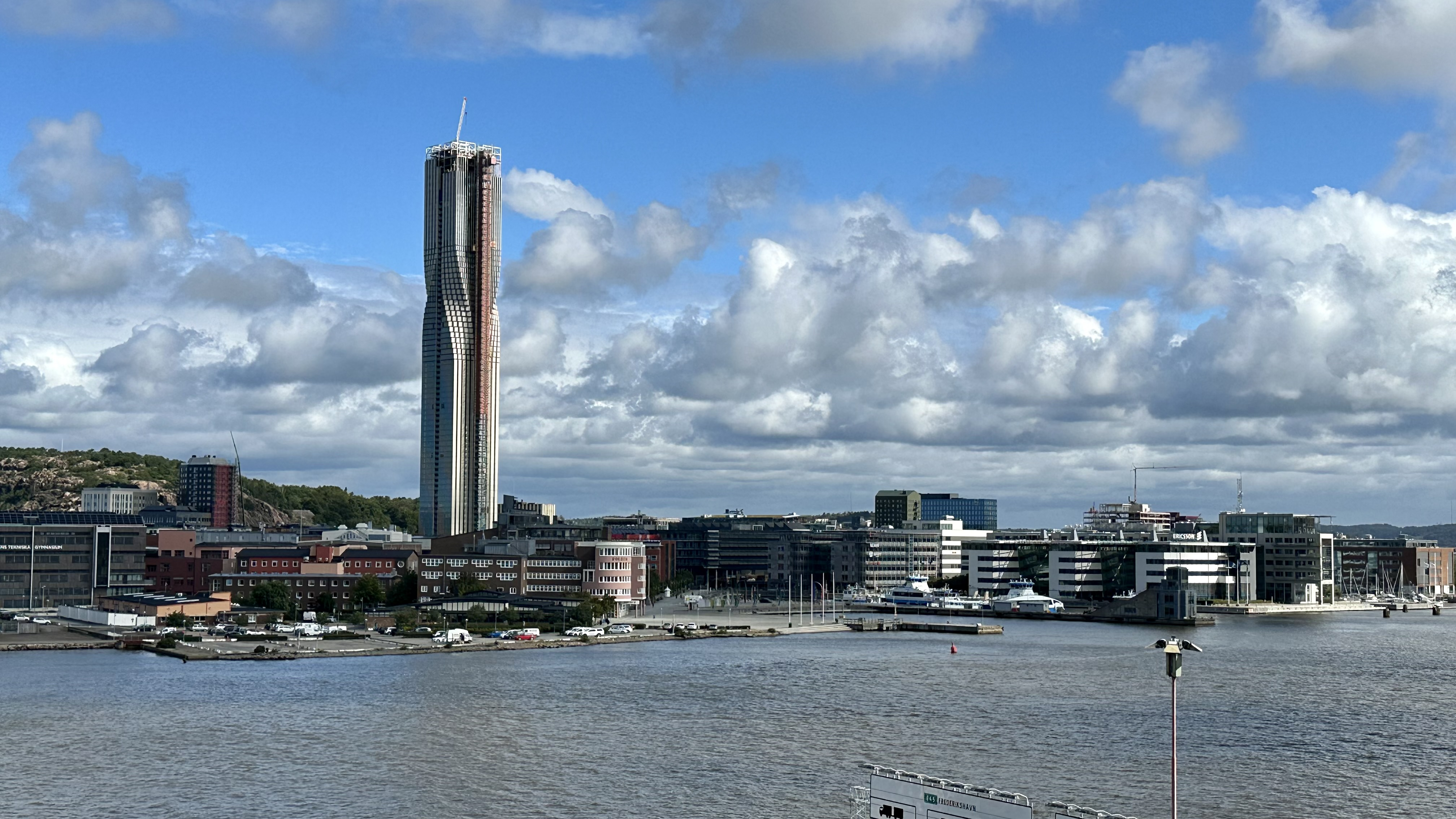
Tour Karla

### Équipements culturels et de loisirs

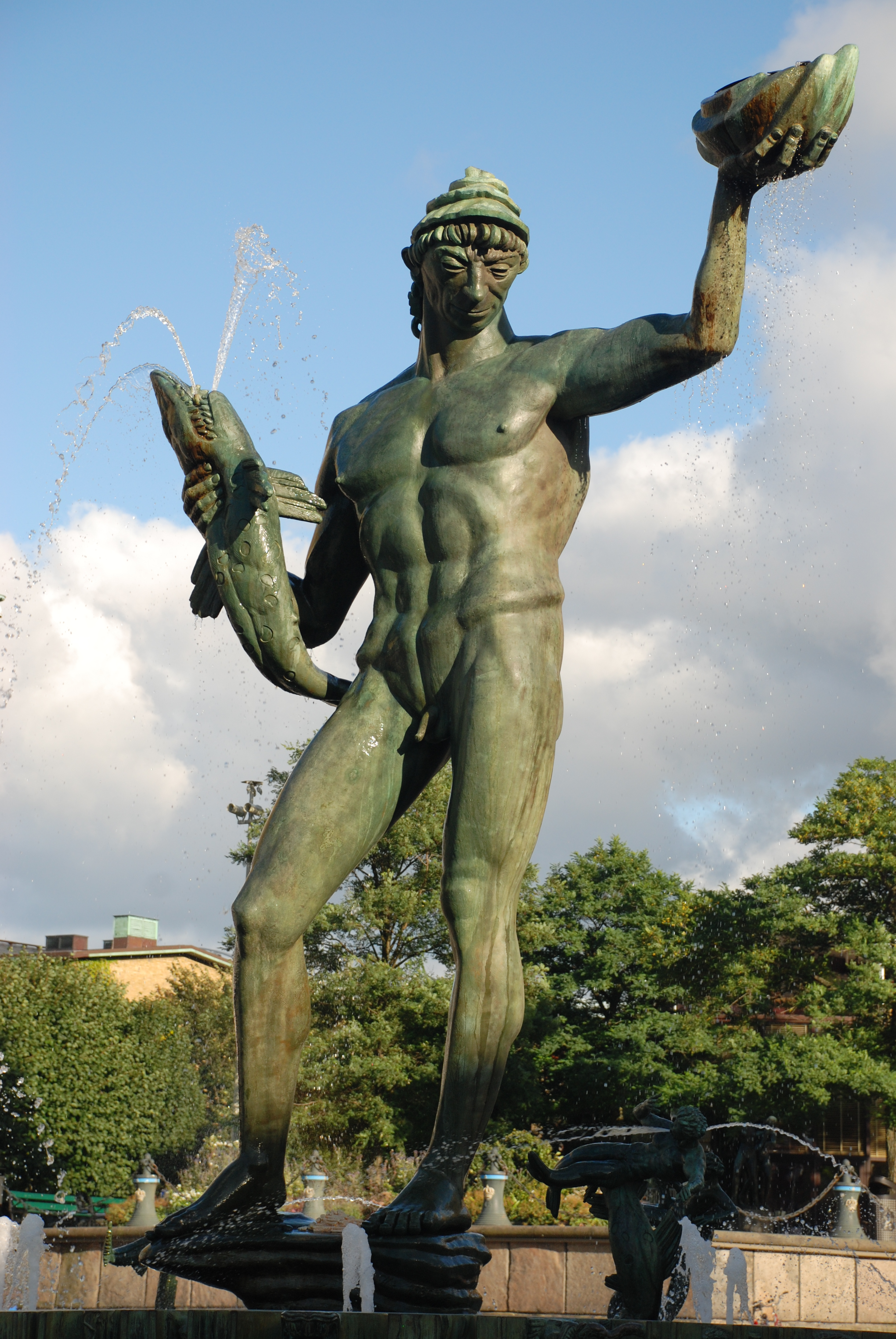
Statue de Poséidon, symbole de la ville

Le Musée des beaux-arts appartient à l’ensemble architectural art déco de la place Götaplatsen édifié en 1923. Y trône la statue de Poséidon, symbole de la ville.
Le musée maritime est bordé d’une colonne monumentale dédiée aux marins péris en mers durant la première guerre mondiale. Elle est surmontée d’une statue d’une femme se lamentant face à la mer.
L'opéra de Gothembourg, œuvre de l’architecte Jan Izikowitz, a été édifié sur les rives en 1994. Son esplanade est agrémentée d’une sculpture  de Lenny Clarhäll tirée d’une coque de bateau rouillée.
Le musée Röhss consacré à l’artisanat et au design (en suédois : Röhsska museet för konsthantverk och design), possède une riche collection et organise des expositions.
- Le Grand Théâtre (Stora Teatern)
- Le musée de la culture mondiale (Världskulturmuseet), 2004
- Le musée national des sciences naturelles, Universeum, 2001
- Le musée d'histoire naturelle (Göteborgs Naturhistoriska museum)
- Le musée du sport (Idrotts museet)
- Le musée de la radio (Radiomuseet)
- Le centre commercial de Nordstan
- Le stade Nya Ullevi, plus grand stade de Suède jusqu'à l'inauguration de la Friends Arena à Solna (près de Stockholm) en 2012
- Le parc d’attractions Liseberg.

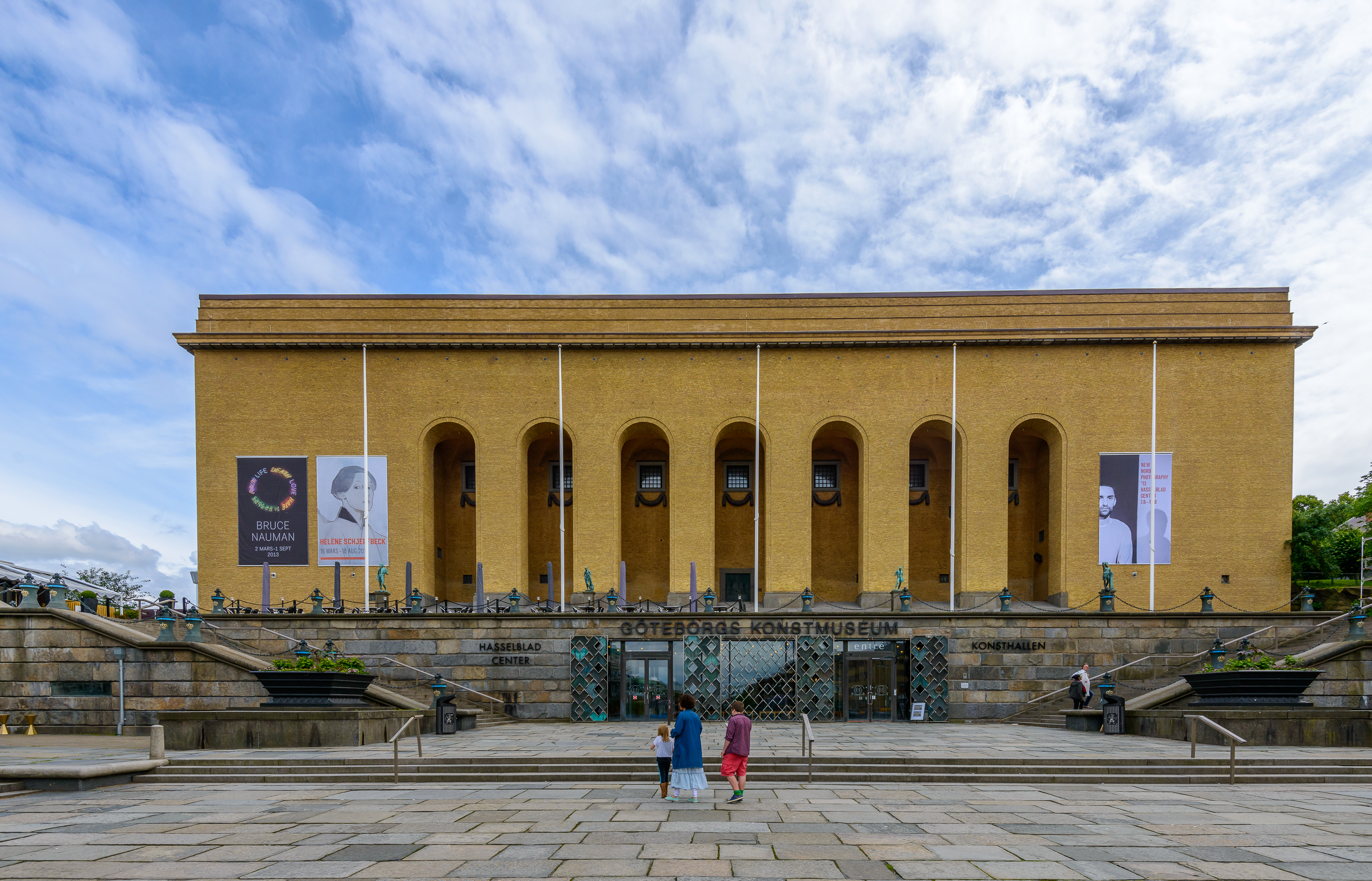
Musée des beaux-arts. (statue du sculpteur suédois Carl Milles).
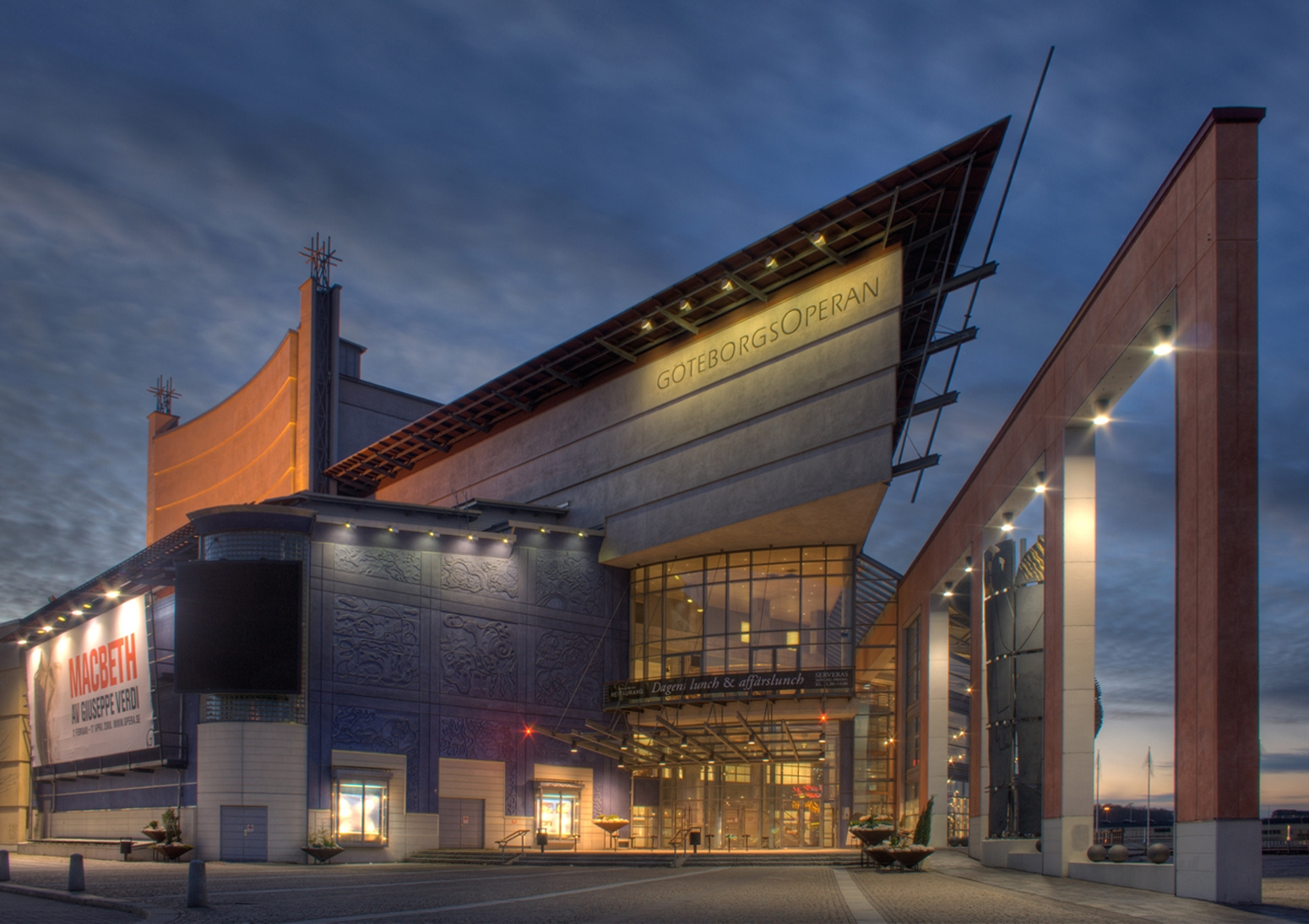
Opéra.
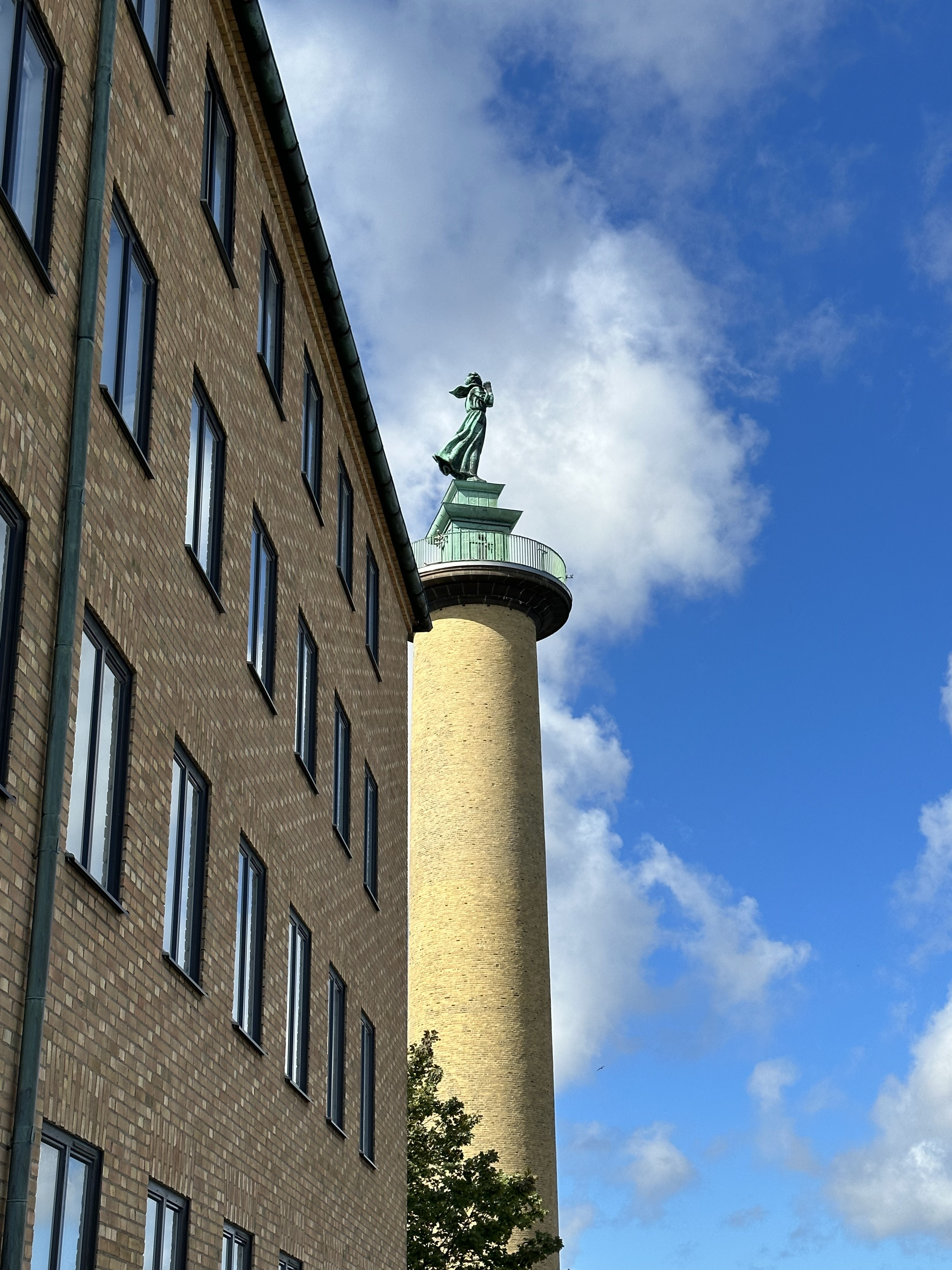
Monument aux marins péris en mers durant la première guerre mondiale près du musée maritime

### Religieux
La cathédrale Gustavi date avec son style néoclassique actuel de 1827. L’édifice originel a été consacré en 1633. Il reçoit le nom du roi Gustave II Adolphe de Suède qui fonde la ville en 1621.
L’église Oscar Fredrik porte elle le nom du roi Oscar II de Suède, Oscar Fredrik étant son pseudonyme littéraire. Elle a été érigée dans les années 1890 par l’architecte Helgo Zettervall. D’un style néogothique continental, elle dénote par l’association des couleurs en façade (rouge, jaune et toit vert-de-gris).
- L'église allemande (Christinae kyrka)
- Hagakyrkan
- Masthuggskyrkan
- Vasakyrkan
- La mosquée de Bellevue (Bellevue-moskén)
- La synagogue de Gothembourg à Stora Nygatan

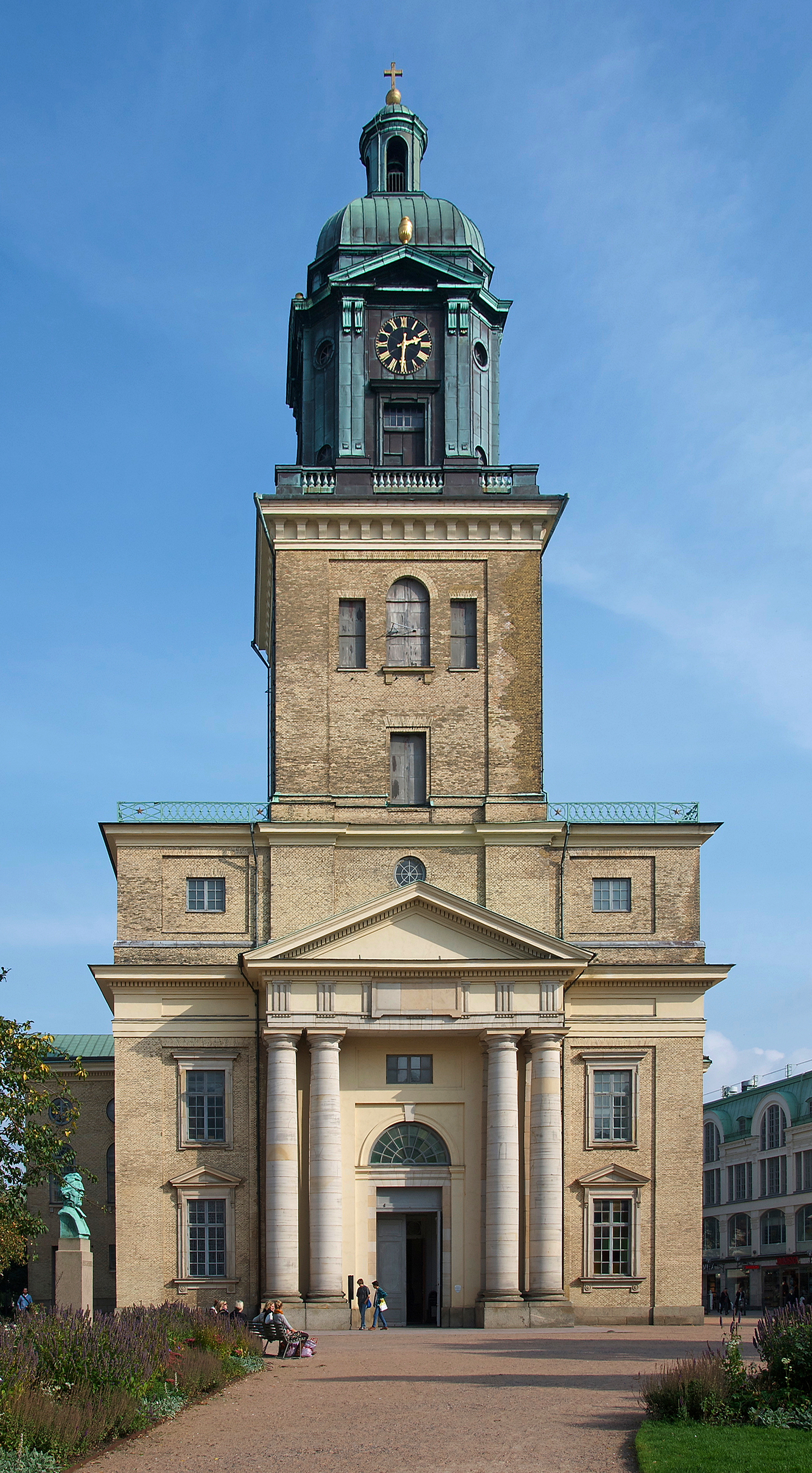
Cathédrale Gustavi.
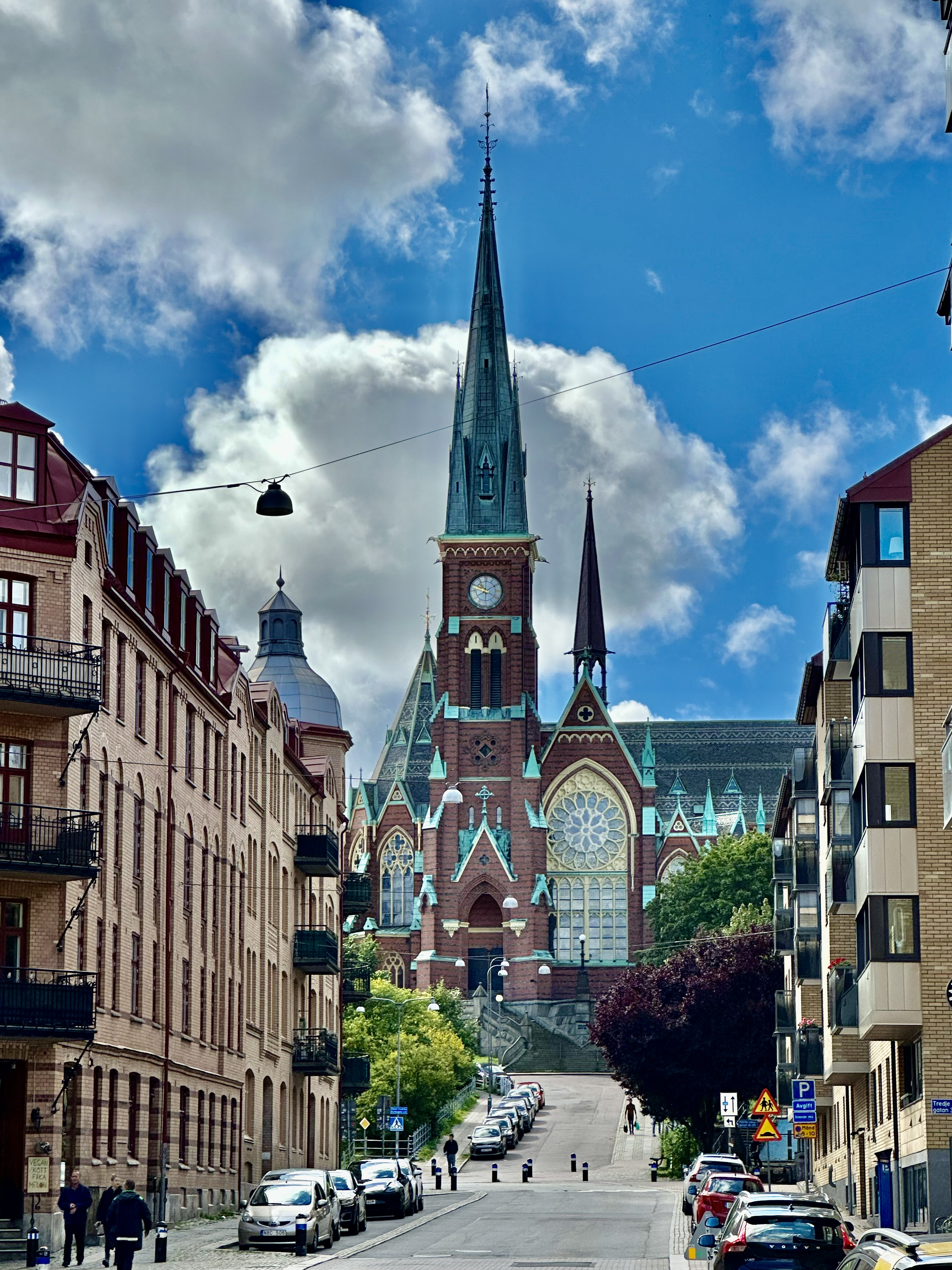
Église Oscar Fredrik.
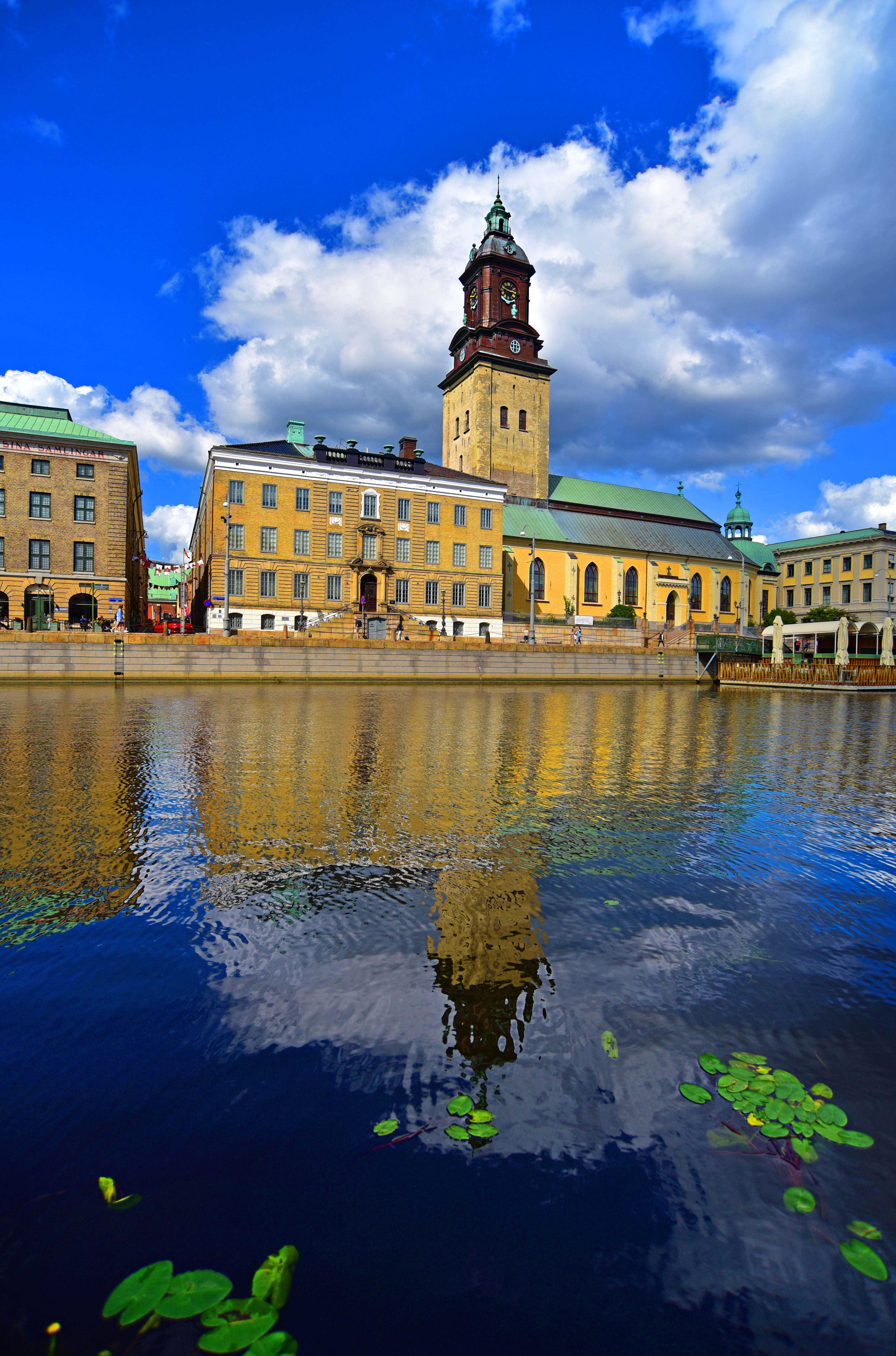
Église allemande

## Parcs et jardins
Liseberg est le parc d'attractions le plus grand et le lieu touristique le plus visité de Suède.

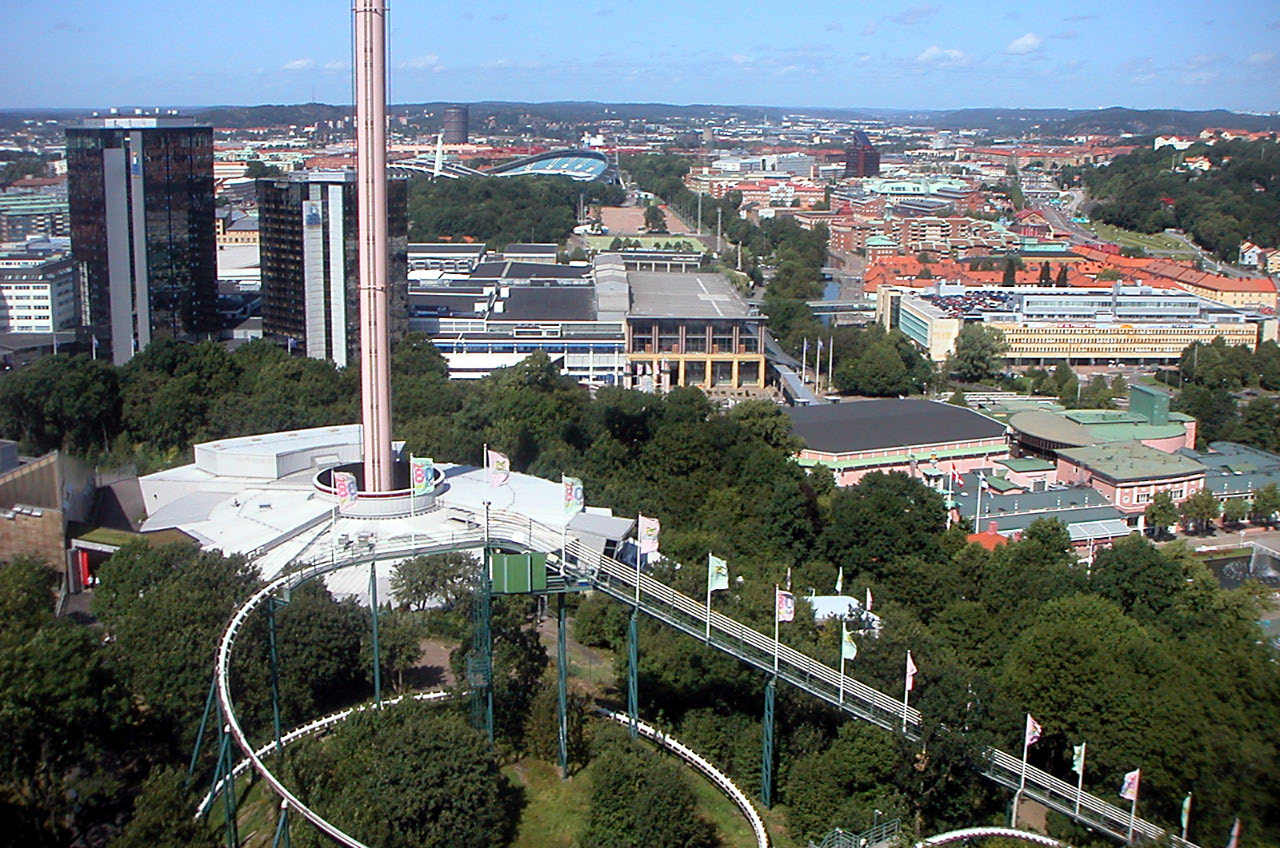
Vue de Gothembourg depuis le parc d'attractions Liseberg.

Gothembourg est une ville très verte. Elle possède de nombreux parcs et jardins :
- Slottsskogen, la forêt du château ;
- Trädgårdsföreningen, le jardin de la Société d'horticulture (1842) ;
- Göteborgs botaniska trädgård, jardin botanique de Gothembourg (1916).

## Sport
- Football : IFK Göteborg (champion de la Coupe UEFA 1982 et 1987), Örgryte IS, GAIS, BK Häcken.
- Hockey sur glace : Frölunda Indians. Club très réputé de Suède avec son bouillonnant Scandinavium.
- Handball : Redbergslids IK. Sacré 20 fois champion de Suède chez les messieurs (record national), il est à ce jour[Quand ?] le seul club suédois à avoir remporté la Coupe d’Europe des clubs champions (en 1959).
- Ville hôte du Championnat d'Europe de football 1992, des championnats du monde d'athlétisme 1995, ville d'arrivée de la Volvo Ocean Race 2005/2006, ville hôte des championnats d'Europe d'athlétisme 2006, des championnats d'Europe d'athlétisme en salle 2013 et des championnats du monde de patinage artistique et de danse sur glace 2008. Candidate pour l'organisation des Jeux olympiques d'hiver de 1984.

## Données climatiques
Températures moyennes en °C relevées
| Mois             | Moyenne 1931–1960 | Moyenne 1961–1990 | 1996 | 2000 | 2003 |
| ---------------- | ----------------- | ----------------- | ---- | ---- | ---- |
| Janvier          | -1,8              | -1,6              | -2,5 | 2,3  | -1,0 |
| Février          | -2,0              | -1,6              | -4,1 | 2,9  | -1,8 |
| Mars             | 0,7               | 1,2               | 0,5  | 3,4  | 2,5  |
| Avril            | 5,4               | 5,2               | 6,8  | 7,9  | 6,7  |
| Mai              | 11,0              | 10,9              | 8,9  | 14,0 | 11,3 |
| Juin             | 14,8              | 14,9              | 14,4 | 14,4 | 16,2 |
| Juillet          | 17,0              | 16,2              | 15,5 | 16,1 | 18,8 |
| Août             | 16,3              | 15,6              | 18,7 | 15,9 | 17,7 |
| Septembre        | 12,5              | 12,2              | 11,0 | 12,6 | 14,1 |
| Octobre          | 8,0               | 8,5               | 9,9  | 11,3 | 6,1  |
| Novembre         | 3,9               | 3,7               | 4,8  | 7,6  | 5,7  |
| Décembre         | 1,1               | 0,3               | -1,7 | 3,5  | 3,6  |
| Moyenne annuelle | 7,2               | 7,1               | 6,8  | 9,4  | 8,3  |

Source : Bilan statistique 2005 de la Ville de Gothembourg (Statistisk Årsbok 2005)
Températures minimales et maximales en °C observées à Gothembourg depuis 1944
| Mois    | Janvier | Février | Mars  | Avril | Mai  | Juin | Juillet | Août | Septembre | Octobre | Novembre | Décembre | Extrémums annuels |
| ------- | ------- | ------- | ----- | ----- | ---- | ---- | ------- | ---- | --------- | ------- | -------- | -------- | ----------------- |
| Maximum | 9,8     | 9,9     | 18,2  | 28,3  | 29,8 | 33,6 | 33,0    | 34,1 | 28,5      | 21,0    | 13,4     | 10,6     | 34,1              |
| Minimum | -25,9   | -26,4   | -19,0 | -10,0 | -4,3 | 1,3  | 5,9     | 2,3  | -2,7      | -7,2    | -15,7    | -21,9    | -26,4             |

Source : Bilan statistique 2005 de la Ville de Gothembourg (Statistisk Årsbok 2005)
Précipitations à Gothembourg en mm
| Mois              | Janvier | Février | Mars | Avril | Mai | Juin | Juillet | Août | Septembre | Octobre | Novembre | Décembre | Cumul annuel |
| ----------------- | ------- | ------- | ---- | ----- | --- | ---- | ------- | ---- | --------- | ------- | -------- | -------- | ------------ |
| Moyenne 1931–1960 | 57      | 35      | 29   | 40    | 35  | 57   | 78      | 85   | 78        | 69      | 66       | 63       | 692          |
| Moyenne 1961–1990 | 62      | 41      | 50   | 42    | 51  | 61   | 77      | 68   | 81        | 84      | 84       | 75       | 776          |
| 2003              | 82      | 40      | 35   | 77    | 91  | 80   | 101     | 86   | 32        | 112     | 84       | 89       | 909          |

Source : Bilan statistique 2005 de la Ville de Gothembourg (Statistisk Årsbok 2005)

## Jumelages
La ville de Gothembourg est jumelée avec :
| Ville | Ville             | Pays | Pays       |
| ----- | ----------------- | ---- | ---------- |
|       | Aarhus            |      | Danemark   |
|       | Banjarmasin       |      | Indonésie  |
|       | Bergen            |      | Norvège    |
|       | Chicago           |      | États-Unis |
|       | Cracovie          |      | Pologne    |
|       | Galdogob          |      | Somalie    |
|       | Lyon              |      | France     |
|       | Oslo              |      | Norvège    |
|       | Rostock           |      | Allemagne  |
|       | Saint-Pétersbourg |      | Russie     |
|       | Shanghai          |      | Chine      |
|       | Tallinn           |      | Estonie    |
|       | Turku             |      | Finlande   |